# 2012年ロンドンオリンピックの日本選手団
2012年ロンドンオリンピックの日本選手団（2012ねんロンドンオリンピックのにほんせんしゅだん）は、2012年7月27日から8月12日までイギリスのロンドンで開催された2012年ロンドンオリンピック日本選手団の名簿。選手名および所属・記録は2012年当時のもの。

## 概要

### 選手団
人員: 選手 293人（男子:137人、女子:156人）、役員 221人（合計 514人）
- 団長：上村春樹
- 主将：村上幸史[3]
- 開会式旗手：吉田沙保里[3]
- 閉会式旗手：吉田沙保里

### 公式行事
- 結団式・壮行会[4]

日時：2012年7月21日
場所：国立代々木第二体育館
- 解団式[5]

日時：2012年8月14日
場所：グランドプリンスホテル高輪
- 祝賀御列（パレード）[6]

日時：2012年8月20日
場所：中央通り (東京都)（東京都中央区銀座一丁目【銀座通り口】～銀座八丁目）

### 特徴
- 選手団に占める役員の割合が他国に例を見ない高さであることが国内外から指摘されている[7][8]。

## メダル
| メダル   | 選手・団体名 | 競技                 | 種目                             | 日付（現地） |
| -------- | --- | -------------------- | -------------------------------- | ------------ |
| 金メダル | 松本薫 | 柔道                 | 女子57kg級                       | 7月30日      |
| 金メダル | 内村航平 | 体操                 | 男子個人総合                     | 8月 1日      |
| 金メダル | 小原日登美 | レスリング           | 女子フリースタイル48kg級         | 8月 8日      |
| 金メダル | 伊調馨 | レスリング           | 女子フリースタイル63kg級         | 8月 8日      |
| 金メダル | 吉田沙保里 | レスリング           | 女子フリースタイル55kg級         | 8月 9日      |
| 金メダル | 村田諒太 | ボクシング           | 男子ミドル級                     | 8月11日      |
| 金メダル | 米満達弘 | レスリング           | 男子フリースタイル66kg級         | 8月12日      |
| 銀メダル | 平岡拓晃 | 柔道                 | 男子60kg級                       | 7月28日      |
| 銀メダル | 三宅宏実 | ウエイトリフティング | 女子48kg級                       | 7月28日      |
| 銀メダル | 中矢力 | 柔道                 | 男子73kg級                       | 7月30日      |
| 銀メダル | 日本 （田中和仁・内村航平・山室光史 加藤凌平・田中佑典） | 体操                 | 男子団体                         | 7月30日      |
| 銀メダル | 入江陵介 | 競泳                 | 男子200m背泳ぎ                   | 8月 2日      |
| 銀メダル | 鈴木聡美 | 競泳                 | 女子200m平泳ぎ                   | 8月 2日      |
| 銀メダル | 古川高晴 | アーチェリー         | 男子個人                         | 8月 3日      |
| 銀メダル | 杉本美香 | 柔道                 | 女子78kg超級                     | 8月 3日      |
| 銀メダル | 藤井瑞希・垣岩令佳 | バドミントン         | 女子ダブルス                     | 8月 4日      |
| 銀メダル | 日本 （入江陵介・北島康介・松田丈志・藤井拓郎） | 競泳                 | 男子400mメドレーリレー           | 8月 4日      |
| 銀メダル | 内村航平 | 体操                 | 男子種目別ゆか                   | 8月 5日      |
| 銀メダル | 日本 （太田雄貴・千田健太・三宅諒・淡路卓） | フェンシング         | 男子フルーレ団体                 | 8月 5日      |
| 銀メダル | 日本 （石川佳純・福原愛・平野早矢香） | 卓球                 | 女子団体                         | 8月 7日      |
| 銀メダル | サッカー日本女子代表 （福元美穂・海堀あゆみ・近賀ゆかり・岩清水梓 熊谷紗希・鮫島彩・矢野喬子・阪口夢穂 宮間あや・川澄奈穂美・澤穂希・田中明日菜 安藤梢・大野忍・丸山桂里奈・高瀬愛実 岩渕真奈・大儀見優季） | サッカー             | 女子                             | 8月 9日      |
| 銅メダル | 萩野公介 | 競泳                 | 男子400m個人メドレー             | 7月28日      |
| 銅メダル | 海老沼匡 | 柔道                 | 男子66kg級                       | 7月29日      |
| 銅メダル | 日本 （早川漣・川中香緖里・蟹江美貴） | アーチェリー         | 女子団体                         | 7月29日      |
| 銅メダル | 寺川綾 | 競泳                 | 女子100m背泳ぎ                   | 7月30日      |
| 銅メダル | 入江陵介 | 競泳                 | 男子100m背泳ぎ                   | 7月30日      |
| 銅メダル | 鈴木聡美 | 競泳                 | 女子100m平泳ぎ                   | 7月30日      |
| 銅メダル | 上野順恵 | 柔道                 | 女子63kg級                       | 7月31日      |
| 銅メダル | 松田丈志 | 競泳                 | 男子200mバタフライ               | 7月31日      |
| 銅メダル | 西山将士 | 柔道                 | 男子90kg級                       | 8月 1日      |
| 銅メダル | 立石諒 | 競泳                 | 男子200m平泳ぎ                   | 8月 1日      |
| 銅メダル | 星奈津美 | 競泳                 | 女子200mバタフライ               | 8月 1日      |
| 銅メダル | 日本 （寺川綾・鈴木聡美・加藤ゆか・上田春佳） | 競泳                 | 女子400mメドレーリレー           | 8月 4日      |
| 銅メダル | 室伏広治 | 陸上                 | 男子ハンマー投                   | 8月 5日      |
| 銅メダル | 松本隆太郎 | レスリング           | 男子グレコローマンスタイル60kg級 | 8月 6日      |
| 銅メダル | 清水聡 | ボクシング           | 男子バンダム級                   | 8月10日      |
| 銅メダル | 湯元進一 | レスリング           | 男子フリースタイル55kg級         | 8月10日      |
| 銅メダル | バレーボール全日本女子 （中道瞳・竹下佳江・山口舞・荒木絵里香 井上香織・狩野舞子・佐野優子・大友愛 新鍋理沙・迫田さおり・江畑幸子・木村沙織）                                                               | バレーボール         | 女子                             | 8月11日      |

| 競技                 |   |    |    | 計 |
| -------------------- | - | -- | -- | -- |
| レスリング           | 4 | 0  | 2  | 6  |
| 柔道                 | 1 | 3  | 3  | 7  |
| 体操                 | 1 | 2  | 0  | 3  |
| ボクシング           | 1 | 0  | 1  | 2  |
| 競泳                 | 0 | 3  | 8  | 11 |
| アーチェリー         | 0 | 1  | 1  | 2  |
| ウエイトリフティング | 0 | 1  | 0  | 1  |
| バドミントン         | 0 | 1  | 0  | 1  |
| フェンシング         | 0 | 1  | 0  | 1  |
| 卓球                 | 0 | 1  | 0  | 1  |
| サッカー             | 0 | 1  | 0  | 1  |
| 陸上                 | 0 | 0  | 1  | 1  |
| バレーボール         | 0 | 0  | 1  | 1  |
| 計                   | 7 | 14 | 17 | 38 |

| 選手・団体名                       | 達成した記録                                                             |
| ---------------------------------- | ------------------------------------------------------------------------ |
| 日本選手団                         | 獲得メダル総数史上最多（38個）                                           |
| 日本選手団                         | 銀メダル獲得数史上最多（14個）                                           |
| 日本選手団                         | 銅メダル獲得数史上最多（17個）                                           |
| 日本選手団                         | 史上初の開会式後の全日程でメダル獲得                                     |
| 平岡拓晃                           | 夏期・冬季五輪通算400個目のメダル獲得                                    |
| 松本薫                             | 柔道女子57kg級で日本選手初の金メダル獲得                                 |
| レスリング日本代表                 | 同競技1大会における金メダル獲得数史上最多（4個）                         |
| レスリング日本代表                 | 同競技男子15大会連続メダル獲得                                           |
| 米満達弘                           | 夏季五輪通算400個目のメダル獲得                                          |
| 米満達弘                           | 夏季五輪通算130個目の金メダル獲得                                        |
| 米満達弘                           | レスリング競技男子で全階級通じて日本選手24年ぶりの金メダル獲得           |
| 小原日登美                         | レスリング女子フリースタイル48kg級で日本選手初の金メダル獲得             |
| 伊調馨                             | 日本の女子選手で夏季・冬季全競技通じて初の五輪3連覇達成                  |
| 吉田沙保里                         | レスリングにおいて世界選手権を含む出場した世界大会12大会連続優勝         |
| 競泳日本代表                       | 同競技におけるメダル獲得数戦後最多（11個）                               |
| 競泳日本代表                       | 400メートルメドレーリレーで史上初となる男女アベックでメダル獲得          |
| 萩野公介                           | 競泳男子個人メドレーで日本選手初のメダル獲得                             |
| 萩野公介                           | 日本の現役高校生選手56年ぶりのメダル獲得                                 |
| 寺川綾                             | 日本の女子競泳選手で史上最年長でのメダル獲得                             |
| 鈴木聡美                           | 競泳女子平泳ぎで日本選手20年ぶりのメダル獲得                             |
| 鈴木聡美                           | 日本の女子競泳選手で初の個人種目複数個メダル獲得                         |
| 鈴木聡美                           | 夏季・冬季全競技通じて1大会における女子選手のメダル獲得数史上最多（3個） |
| 北島康介                           | 日本の競泳選手で初の3大会連続メダル獲得                                  |
| 藤井瑞希・垣岩令佳                 | バドミントン競技で日本初のメダル獲得                                     |
| 石川佳純・福原愛・平野早矢香       | 卓球競技で日本初のメダル獲得                                             |
| サッカー日本女子代表               | オリンピックサッカー競技女子で日本初のメダル獲得                         |
| 三宅宏実                           | ウエイトリフティング競技女子で日本選手初のメダル獲得                     |
| 太田雄貴・千田健太・三宅諒・淡路卓 | フェンシング競技フルーレ団体で日本初のメダル獲得                         |
| 早川漣・川中香緒里・蟹江美貴       | アーチェリー競技女子で日本初のメダル獲得                                 |
| 早川漣・川中香緒里・蟹江美貴       | アーチェリー競技団体で男女通じて日本初のメダル獲得                       |
| 内村航平                           | 体操競技男子個人総合で日本選手28年ぶりの金メダル獲得                     |
| 清水聡                             | ボクシング競技で日本選手44年ぶりのメダル獲得                             |
| 村田諒太                           | ボクシング競技で日本選手48年ぶりの金メダル獲得                           |
| バレーボール全日本女子             | バレーボール競技女子で28年ぶりのメダル獲得                               |

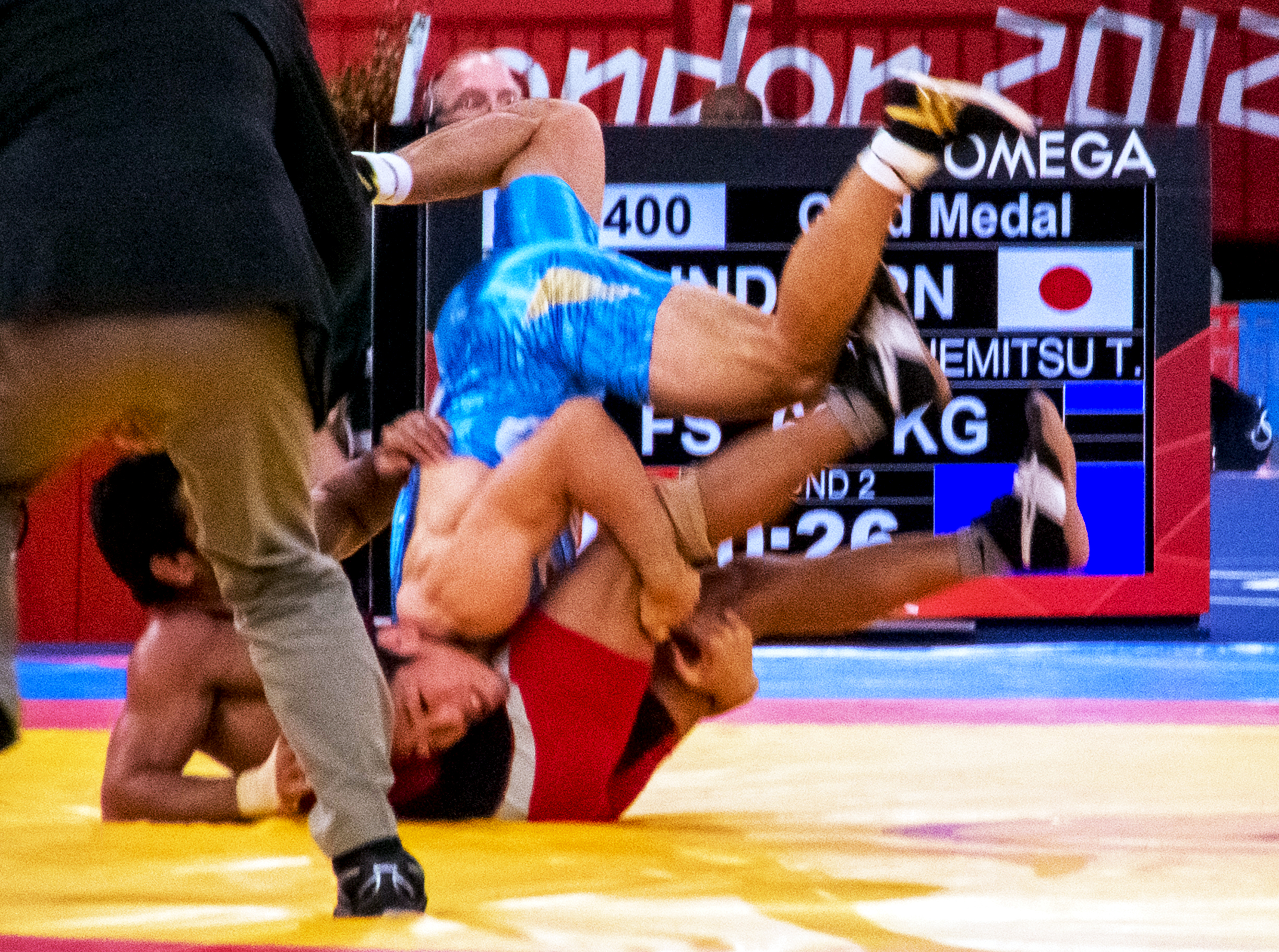
レスリング競技・男子フリースタイル66kg級決勝戦で相手を持ち上げ、投げつけた瞬間の米満達弘。この勝利で獲得した金メダルは日本にとって夏季大会通算400個目となった。

日本は近代オリンピックに参加してから100年目となる記念すべき大会で38個のメダルを獲得し、これまで最多だったアテネオリンピック（2004年）の37個を上回る史上最多記録を更新した。全日程でメダルを獲得したのは史上初で、出場した24競技のうち半数以上の13競技でメダルを獲得したのは史上最多となった。また、大会最終日にレスリング男子フリースタイル66kg級で米満達弘が獲得した金メダルが夏季五輪通算400個目（金メダルでは通算130個目）のメダルとなった。
これまで日本がメダルに縁がなかったり長年メダルから遠ざかっていた競技で獲得したのも特徴で、卓球・バドミントン・サッカー女子・アーチェリー女子・ウエイトリフティング女子が史上初、バレーボール女子は28年ぶり、ボクシングは44年ぶりにメダルを獲得。また、競泳は金メダルこそ獲得できなかったものの戦後最多となる11個のメダルを獲得し、最終日の400mメドレーリレーでは史上初となる男女アベックでメダルを獲得するなど数々の歴史的な記録が残る大会となった。
その一方で柔道は男子が史上初めて金メダル0に終わり、女子も正式種目になって以降のメダル獲得数が過去最低を更新、シンクロナイズドスイミングは正式種目になってから初めてメダルを逃すなどこれまでお家芸といわれていた競技での不振が目立った。女子競技が正式種目となったバルセロナオリンピック（1992年）以降の金メダル獲得数は柔道が大きな割合を占めているだけに、今大会の金メダル獲得数が前回の北京オリンピックの金メダル獲得数（9個）を下回ったのはわずか1個しか獲得できなかった柔道の不振が大きな要因となっている。

## 種目別選手・スタッフ名簿

### 陸上競技

#### スタッフ
| 役職   | 氏名                 | 所属                     |
| ------ | -------------------- | ------------------------ |
| 監督   | 高野進               | 東海大学                 |
| コーチ | 河野匡               | 大塚製薬                 |
| コーチ | 苅部俊二             | 法政大学                 |
| コーチ | 土江寛裕             | 城西大学                 |
| コーチ | 麻場一徳             | 都留文科大学             |
| コーチ | 永山忠幸             | ワコール                 |
| コーチ | 等々力信弘           | ミズノ                   |
| コーチ | 米倉照恭             | ニシ・スポーツ           |
| コーチ | 本田陽               | 中京大学                 |
| コーチ | 坂口泰               | 中国電力                 |
| コーチ | 武富豊               | 天満屋                   |
| コーチ | 小坂忠広             | 石川県立錦城特別支援学校 |
| コーチ | 今村文男             | 富士通                   |
| コーチ | トーレ・グスタフソン | Viking Performance       |
| コーチ | 中野剛               | 佐川急便                 |
| コーチ | 山頭直樹             | 安川電機                 |
| コーチ | 山下佐知子           | 第一生命保険             |

| 役職       | 氏名       | 所属             |
| ---------- | ---------- | ---------------- |
| 総務       | 有川秀之   | 埼玉大学         |
| ドクター   | 櫻庭景植   | 順天堂大学       |
| トレーナー | 後藤勤     | 針院さとうTSS    |
| トレーナー | 長田瑞絵   | 長田鍼灸治療院   |
| 渉外       | 大島康弘   | 日本陸上競技連盟 |
| 渉外       | 山田真理子 | 日本陸上競技連盟 |

#### 男子
| q | 記録による通過 | Q | 順位による通過 | PB | 自己ベスト | SB | シーズンベスト |

| 選手                                         | 所属                                             | 種目         | 予選                               | 予選    | 準決勝       | 準決勝 | 決勝                            | 決勝 |
| 選手                                         | 所属                                             | 種目         | 記録                               | 順位    | 記録         | 順位   | 記録                            | 順位 |
| -------------------------------------------- | ------------------------------------------------ | ------------ | ---------------------------------- | ------- | ------------ | ------ | ------------------------------- | ---- |
| 江里口匡史                                   | 大阪ガス                                         | 100m         | 10.30 (+0.7)                       | 2組6着  | -            | -      | -                               | -    |
| 山縣亮太                                     | 慶應義塾大学                                     | 100m         | 10.07 (+1.3) PB                    | 6組2着  | 10.10 (+1.7) | 3組6着 | -                               | -    |
| 飯塚翔太                                     | 中央大学                                         | 200m         | 20.81 (+1.1)                       | 3組5着  | -            | -      | -                               | -    |
| 髙瀬慧                                       | 富士通                                           | 200m         | 20.72 (+0.8)                       | 7組2着  | 20.70 (-0.5) | 1組8着 | -                               | -    |
| 髙平慎士                                     | 富士通                                           | 200m         | 20.57 (+0.7)                       | 6組3着  | 20.77 (-0.4) | 3組6着 | -                               | -    |
| 金丸祐三                                     | 大塚製薬                                         | 400m         | 46.01                              | 5組4着  | -            | -      | -                               | -    |
| 横田真人                                     | 富士通                                           | 800m         | 1:48.48                            | 5組4着  | -            | -      | -                               | -    |
| 佐藤悠基                                     | 日清食品グループ                                 | 5000m        | 13:38.22                           | 1組12着 |              |        | -                               | -    |
| 佐藤悠基                                     | 日清食品グループ                                 | 10000m       |                                    |         |              |        | 28:44.06                        | 22位 |
| 岸本鷹幸                                     | 法政大学                                         | 400mハードル |                                    | 1組DQ   | -            | -      | -                               | -    |
| 舘野哲也                                     | 中央大学                                         | 400mハードル | 49.95                              | 6組4着  | -            | -      | -                               | -    |
| 中村明彦                                     | 中京大学                                         | 400mハードル |                                    | 2組DQ   | -            | -      | -                               | -    |
| 飯塚翔太 江里口匡史 九鬼巧 高平慎士 山縣亮太 | 中央大学 大阪ガス 早稲田大学 富士通 慶應義塾大学 | 4×100m       | 38.07 SB 山縣・江里口 ・高平・飯塚 | 2組2着  |              |        | 38.35 山縣・江里口 ・高平・飯塚 | 4位  |
| 東佳弘 金丸祐三 高瀬慧 中野弘幸              | 関西大学 大塚製薬 富士通 愛知教育大学            | 4×400m       | 3:03.86 高瀬・金丸 ・東・中野      | 2組6着  |              |        | -                               | -    |

| 選手         | 所属         | 種目       | 予選     | 予選    | 決勝     | 決勝 |
| 選手         | 所属         | 種目       | 記録     | 順位    | 記録     | 順位 |
| ------------ | ------------ | ---------- | -------- | ------- | -------- | ---- |
| 室伏広治     | ミズノ       | ハンマー投 | 78m48 SB | A組1位  | 78m71 SB | 3位  |
| ディーン元気 | 早稲田大学   | やり投     | 82m07    | B組4位  | 79m95    | 10位 |
| 村上幸史     | スズキ浜松AC | やり投     | 77m80    | A組14位 | -        | -    |
| 山本聖途     | 中京大学     | 棒高跳     | NM       | A組     | -        | -    |

| 選手     | 所属         | 種目     | 種目         | 記録         | 点数 | 順位 |
| -------- | ------------ | -------- | ------------ | ------------ | ---- | ---- |
| 右代啓祐 | スズキ浜松AC | 十種競技 | 100m         | 11.32 (+0.7) | 791  |      |
| 右代啓祐 | スズキ浜松AC | 十種競技 | 走幅跳       | 6m86 (+1.1)  | 781  |      |
| 右代啓祐 | スズキ浜松AC | 十種競技 | 砲丸投       | 13m59        | 703  |      |
| 右代啓祐 | スズキ浜松AC | 十種競技 | 走高跳       | 1m99         | 794  |      |
| 右代啓祐 | スズキ浜松AC | 十種競技 | 400m         | 50.78        | 779  |      |
| 右代啓祐 | スズキ浜松AC | 十種競技 | 110mハードル | 15.47 (-0.9) | 794  |      |
| 右代啓祐 | スズキ浜松AC | 十種競技 | 円盤投       | 46m66        | 801  |      |
| 右代啓祐 | スズキ浜松AC | 十種競技 | 棒高跳       | 4m90         | 880  |      |
| 右代啓祐 | スズキ浜松AC | 十種競技 | やり投       | 66m38        | 834  |      |
| 右代啓祐 | スズキ浜松AC | 十種競技 | 1500m        | 4:39.33      | 685  |      |
| 右代啓祐 | スズキ浜松AC | 総合     | 総合         | 総合         | 7842 | 20位 |

| 選手       | 所属           | 種目     | 結果       | 結果 |
| 選手       | 所属           | 種目     | 記録       | 順位 |
| ---------- | -------------- | -------- | ---------- | ---- |
| 中本健太郎 | 安川電機       | マラソン | 2h11:16    | 6位  |
| 藤原新     | ミキハウス     | マラソン | 2h19:11    | 45位 |
| 山本亮     | 佐川急便       | マラソン | 2h18:34    | 40位 |
| 西塔拓己   | 東洋大学       | 20km競歩 | 1h22:43    | 22位 |
| 鈴木雄介   | 富士通         | 20km競歩 | 1h23:53 SB | 36位 |
| 藤沢勇     | ALSOC          | 20km競歩 | 1h21:48 SB | 18位 |
| 谷井孝行   | 佐川急便       | 50km競歩 |            | DNF  |
| 森岡紘一朗 | 富士通         | 50km競歩 | 3h43.14 PB | 10位 |
| 山崎勇喜   | 自衛隊体育学校 | 50km競歩 |            | DQ   |

#### 女子
| q | 記録による通過 | Q | 順位による通過 | PB | 自己ベスト | SB | シーズンベスト |

| 選手                                           | 所属                                                             | 種目         | 予選                          | 予選    | 準決勝 | 準決勝 | 決勝        | 決勝 |
| 選手                                           | 所属                                                             | 種目         | 記録                          | 順位    | 記録   | 順位   | 記録        | 順位 |
| ---------------------------------------------- | ---------------------------------------------------------------- | ------------ | ----------------------------- | ------- | ------ | ------ | ----------- | ---- |
| 福島千里                                       | 北海道ハイテクAC                                                 | 100m         | 11.41                         | 5組5着  | -      | -      | -           | -    |
| 福島千里                                       | 北海道ハイテクAC                                                 | 200m         | 24.14 (+0.7)                  | 3組7着  | -      | -      | -           | -    |
| 木村文子                                       | エディオン                                                       | 100mハードル | 13.75 (+0.6)                  | 1組7着  | -      | -      | -           | -    |
| 久保倉里美                                     | 新潟アルビレックスRC                                             | 400mハードル | 55.85 SB                      | 5組5着  | 56.25  | 3組8着 | -           | -    |
| 新谷仁美                                       | ユニバーサルエンターテインメント                                 | 5000m        | 15:10.20                      | 2組10着 |        |        | -           | -    |
| 新谷仁美                                       | ユニバーサルエンターテインメント                                 | 10000m       |                               |         |        |        | 30:59.19 PB | 9位  |
| 福士加代子                                     | ワコール                                                         | 5000m        | 15:09.31                      | 1組8着  |        |        | -           | -    |
| 福士加代子                                     | ワコール                                                         | 10000m       |                               |         |        |        | 31:10.35 SB | 10位 |
| 吉川美香                                       | パナソニック                                                     | 5000m        | 15:16.77                      | 2組13着 |        |        | -           | -    |
| 吉川美香                                       | パナソニック                                                     | 10000m       |                               |         |        |        | 31:47.67    | 16位 |
| 市川華菜 佐野夢加 髙橋萌木子 土井杏南 福島千里 | 中京大学 都留文科大学職員 富士通 埼玉栄高等学校 北海道ハイテクAC | 4×100m       | 44.25 土井・市川 ・福島・佐野 | 1組8着  |        |        | -           | -    |

| 選手       | 所属               | 種目   | 予選  | 予選    | 決勝 | 決勝 |
| 選手       | 所属               | 種目   | 記録  | 順位    | 記録 | 順位 |
| ---------- | ------------------ | ------ | ----- | ------- | ---- | ---- |
| 海老原有希 | スズキ浜松AC       | やり投 | 59m25 | B組8位  | -    | -    |
| 我孫子智美 | 滋賀レイクスターズ | 棒高跳 | 4m25  | A組11位 | -    | -    |

| 選手       | 所属     | 種目     | 結果       | 結果 |
| 選手       | 所属     | 種目     | 記録       | 順位 |
| ---------- | -------- | -------- | ---------- | ---- |
| 尾崎好美   | 第一生命 | マラソン | 2h27:43    | 19位 |
| 木崎良子   | ダイハツ | マラソン | 2h27:16    | 16位 |
| 重友梨佐   | 天満屋   | マラソン | 2h40:06    | 79位 |
| 大利久美   | 富士通   | 20km競歩 | 1h33:50    | 37位 |
| 川崎真裕美 | 富士通   | 20km競歩 | 1h30:20 SB | 18位 |
| 渕瀬真寿美 | 大塚製薬 | 20km競歩 | 1h28:41 SB | 11位 |

### 水泳

#### 競泳
第88回日本選手権競泳部門において、日本水泳連盟が定めた独自の選考基準タイム（派遣標準記録）を突破し決勝で2位以内に入った選手が自動的に選出された。なお、自由形リレーについては、上位4人の合計タイムが団体選考基準を突破したことでチームとして代表に選出となった。
競泳チームスタッフ
| 役職               | 氏名         | 所属                                 |
| ------------------ | ------------ | ------------------------------------ |
| チームリーダー     | 泉正文       | 日本水泳連盟専務理事、イナホスポーツ |
| サブチームリーダー | 金子正子[17] | 日本水泳連盟                         |
| 監督               | 上野広治     | 日本水泳連盟                         |
| ヘッドコーチ       | 平井伯昌     | 東京スイミングセンター               |
| マスターコーチ     | 鈴木陽二     | セントラルスポーツ                   |
| コーチ             | 久世由美子   | コスモス薬品                         |
| コーチ             | 道浦健寿     | イトマンスイミングスクール           |
| コーチ             | 原田良勝     | 大宮教育センター                     |
| コーチ             | 神田忠彦     | 山梨学院大学                         |
| コーチ             | 森謙一郎     | 柏洋スイマーズ                       |
| コーチ             | 西脇正人     | イトマン                             |
| コーチ             | 鷲見全弘     | 日本水泳連盟                         |
| コーチ             | 青木和子     | コナミスポーツクラブ高崎             |
| ドクター           | 渡部厚一     | 筑波大学                             |
| ドクター           | 元島清香     | 日本大学医学部附属板橋病院           |
| トレーナー         | 小泉圭介     | 国立スポーツ科学センター             |
| トレーナー         | 辻端大輔     | 国立スポーツ科学センター             |
| トレーナー         | 加藤明生     | 白石鍼灸治療院                       |
| 技術スタッフ       | 足立哲       | 国立スポーツ科学センター             |
| 総務               | 小倉大地雄   | 国立スポーツ科学センター             |
| 総務               | 山田香       | 国立スポーツ科学センター             |

##### 男子
- 松田丈志（コスモス薬品）
  - 100mバタフライ予選敗退
  - 200mバタフライ3位
- 金田和也（金田SC）200mバタフライ準決勝敗退
- 入江陵介（イトマン東進）
  - 100m背泳ぎ3位
  - 200m背泳ぎ2位
- 渡邉一樹（英語版）（セントラルスポーツ）　200m背泳ぎ6位入賞
- 北島康介（アクエリアス）
  - 100m平泳ぎ5位入賞
  - 200m平泳ぎ4位入賞
- 立石諒（NECGSC玉川）
  - 100m平泳ぎ準決勝敗退
  - 200m平泳ぎ3位
- 萩野公介（作新学院）
  - 200m個人メドレー5位入賞
  - 400m個人メドレー3位（4分8秒94 = 日本新）
- 髙桑健（自衛隊体育学校） 200m個人メドレー6位入賞
- 堀畑裕也（日本体育大学）　　400m個人メドレー6位入賞
- 小堀勇氣（能美SC）　800mリレー
- 外舘祥（英語版）（イトマン）　800mリレー
- 石橋千彰（英語版）（中央大学）　800mリレー
- 藤井拓郎（KONAMI）　
  - 100mバタフライ予選敗退
  - 400mメドレーリレー
- 800mリレー - 松田丈志・小堀勇氣・外舘祥・石橋千彰　　予選敗退
- 400mメドレーリレー - 入江陵介・北島康介・松田丈志・藤井拓郎　　2位

| 種目                | 選手             | 予選（全体順位）  | 準決勝（全体順位） | 決勝（順位）     |                  |
| ------------------- | ---------------- | ----------------- | ------------------ | ---------------- | ---------------- |
| 100ｍ平泳ぎ         |                  | 予選（7月28日）   | 準決勝（7月28日）  | 決勝（7月29日）  |                  |
| 100ｍ平泳ぎ         | 北島康介         | 59秒63（2位）     | 59秒69（6位）      | 59秒79（5位）    |                  |
| 100ｍ平泳ぎ         | 立石諒           | 59秒86（8位）     | 59秒93（10位）     |                  |                  |
| 200ｍ平泳ぎ         |                  | 予選（7月31日）   | 準決勝（7月31日）  | 決勝（8月1日）   |                  |
| 200ｍ平泳ぎ         | 立石諒           | 2分09秒37（4位）  | 2分09秒13          | 2分08秒29（3位） |                  |
| 200ｍ平泳ぎ         | 北島康介         | 2分09秒43（5位）  | 2分09秒03          | 2分08秒35（4位） |                  |
| 100ｍバタフライ     |                  | 予選（8月2日）    |                    |                  |                  |
| 100ｍバタフライ     | 松田丈志         | 52秒36（16位）    |                    |                  |                  |
| 100ｍバタフライ     | 藤井拓郎         | 52秒49（21位）    |                    |                  |                  |
| 200ｍバタフライ     |                  | 予選（7月30日）   | 準決勝（7月30日）  | 決勝（7月31日）  |                  |
| 200ｍバタフライ     | 松田丈志         | 1分55秒81（8位）  | 1分54秒25（1位）   | 1分53秒21（3位） |                  |
| 200ｍバタフライ     | 金田和也         | 1分55秒70（7位）  | 1分55秒56（10位）  |                  |                  |
| 100ｍ背泳ぎ         |                  | 予選（7月29日）   | 準決勝（7月29日）  | 決勝（7月30日）  |                  |
| 100ｍ背泳ぎ         | 入江陵介         | 53秒56（5位)      | 53秒29（4位）      | 52秒97（3位）    |                  |
| 200ｍ背泳ぎ         |                  | 予選（8月1日）    | 準決勝（8月1日）   | 決勝（8月2日）   |                  |
| 200ｍ背泳ぎ         | 入江陵介         | 1分56秒81（4位）  | 1分55秒68（4位）   | 1分53秒78（2位） |                  |
| 200ｍ背泳ぎ         | 渡辺一樹         | 1分58秒17（13位） | 1分56秒81（6位）   | 1分57秒03（6位） |                  |
| 200ｍ個人メドレー   |                  | 予選（8月1日）    | 準決勝（8月1日）   | 決勝（8月2日）   |                  |
| 200ｍ個人メドレー   | 萩野公介         | 1分58秒22（3位）  | 1分57秒95（5位）   | 1分57秒35（5位） |                  |
| 200ｍ個人メドレー   | 高桑健           | 1分58秒82（9位）  | 1分58秒31（6位）   | 1分58秒53（6位） |                  |
| 400ｍ個人メドレー   |                  | 予選（7月28日）   | 決勝（7月28日）    |                  |                  |
| 400ｍ個人メドレー   | 萩野公介         | 4分10秒01（1位）  | 4分08秒94（3位）   |                  |                  |
| 400ｍ個人メドレー   | 堀畑裕也         | 4分13秒09（7位）  | 4分13秒30（6位）   |                  |                  |
| 800ｍリレー         |                  | 予選（7月31日）   |                    |                  |                  |
| 800ｍリレー         | 第1泳者 小堀勇氣 | 1分48秒00         | 7分11秒74（9位）   |                  |                  |
| 800ｍリレー         | 第2泳者 外舘祥   | 1分47秒30         | 7分11秒74（9位）   |                  |                  |
| 800ｍリレー         | 第3泳者 石橋千彰 | 1分48秒38         | 7分11秒74（9位）   |                  |                  |
| 800ｍリレー         | 第4泳者 堀畑裕也 | 1分48秒06         | 7分11秒74（9位）   |                  |                  |
| 400ｍメドレーリレー |                  | 予選（8月3日）    |                    | 決勝（8月4日）   |                  |
| 400ｍメドレーリレー | 第1泳者 入江陵介 | 53秒80            | 3分33秒64（3位）   | 52秒92           | 3分31秒26（2位） |
| 400ｍメドレーリレー | 第2泳者 北島康介 | 59秒47            | 3分33秒64（3位）   | 58秒64           | 3分31秒26（2位） |
| 400ｍメドレーリレー | 第3泳者 松田丈志 | 52秒90            | 3分33秒64（3位）   | 51秒20           | 3分31秒26（2位） |
| 400ｍメドレーリレー | 第4泳者 藤井拓郎 | 49秒00            | 3分33秒64（3位）   | 48秒50           | 3分31秒26（2位） |

##### 女子
- 上田春佳（キッコーマン）　
  - 100m自由形準決勝敗退
  - 400mリレー　800mリレー　400mメドレーリレー
- 寺川綾（ミズノ）　
  - 100m背泳ぎ3位（58秒83 = 日本新記録）
  - 400mメドレーリレー
- 鈴木聡美（山梨学院大学）
  - 100m平泳ぎ3位
  - 200m平泳ぎ2位（2分20秒72 = 日本タイ記録）
  - 400mメドレーリレー
- 松島美菜（セントラルスポーツ）　100m平泳ぎ準決勝敗退
- 渡部香生子（JSS立石ダイワ）　200m平泳ぎ準決勝敗退
- 加藤ゆか（東京SC）　100mバタフライ準決勝敗退
- 星奈津美（スウィン大教）
  - 100mバタフライ予選敗退
  - 200mバタフライ3位
- 加藤和（山梨学院大学）　200m個人メドレー準決勝敗退
- 大塚美優（スウィン大宮）　
  - 200m背泳ぎ予選敗退
  - 400m個人メドレー予選敗退
- 高橋美帆（日本体育大学）　400m個人メドレー予選敗退
- 松本弥生（日本体育大学大学院）　
  - 50m自由形予選敗退
  - 400mリレー　800mリレー
- 内田美希（スウィン館林）　400mリレー
- 伊藤華英（セントラルスポーツ）　
  - 200m自由形準決勝敗退
  - 400mリレー　800mリレー
- 高野綾（イトマン）　
  - 400m自由形予選敗退
  - 800mリレー
- 400mリレー - 上田春佳・伊藤華英・松本弥生・内田美希　　7位入賞
- 800mリレー - 上田春佳・伊藤華英・松本弥生・高野綾　　8位入賞
- 400mメドレーリレー - 寺川綾・鈴木聡美・加藤ゆか・上田春佳　　3位

| 種目                | 選手             | 予選（全体順位）  | 準決勝（全体順位） | 決勝（順位）     |                  |
| ------------------- | ---------------- | ----------------- | ------------------ | ---------------- | ---------------- |
| 50ｍ自由形          |                  | 予選（8月3日）    |                    |                  |                  |
| 50ｍ自由形          | 松本弥生         | 25秒73（35位）    |                    |                  |                  |
| 100ｍ自由形         |                  | 予選（8月1日）    | 準決勝（8月1日）   |                  |                  |
| 100ｍ自由形         | 上田春佳         | 54秒35（12位）    | 54秒59（16位）     |                  |                  |
| 200ｍ自由形         |                  | 予選（7月30日）   | 準決勝（7月30日）  |                  |                  |
| 200ｍ自由形         | 伊藤華英         | 1分58秒93（15位） | 1分59秒62（16位）  |                  |                  |
| 400ｍ自由形         |                  | 予選（7月29日）   |                    |                  |                  |
| 400ｍ自由形         | 高野綾           | 4分12秒33（26位） |                    |                  |                  |
| 100ｍ背泳ぎ         |                  | 予選（7月29日）   | 準決勝（7月29日）  | 決勝（7月30日）  |                  |
| 100ｍ背泳ぎ         | 寺川綾           | 59秒82(4位）      | 59秒34(3位）       | 58秒83（3位）    |                  |
| 200ｍ背泳ぎ         |                  | 予選（8月2日）    |                    |                  |                  |
| 200ｍ背泳ぎ         | 大塚美優         | 2分11秒65（21位） |                    |                  |                  |
| 100ｍ平泳ぎ         |                  | 予選（7月29日）   | 準決勝（7月29日）  | 決勝（7月30日）  |                  |
| 100ｍ平泳ぎ         | 鈴木聡美         | 1分07秒08（6位）  | 1分07秒10（7位）   | 1分06秒46（3位） |                  |
| 100ｍ平泳ぎ         | 松島美菜         | 1分07秒69(14位）  | 1分08秒26（16位）  |                  |                  |
| 200ｍ平泳ぎ         |                  | 予選（8月1日）    | 準決勝（8月1日）   | 決勝（8月2日）   |                  |
| 200ｍ平泳ぎ         | 鈴木聡美         | 2分23秒22（3位）  | 2分22秒40（3位）   | 2分20秒72（2位） |                  |
| 200ｍ平泳ぎ         | 渡部香生子       | 2分26秒38（12位） | 2分27秒32（14位）  |                  |                  |
| 100ｍバタフライ     |                  | 予選（7月28日）   | 準決勝（7月28日）  |                  |                  |
| 100ｍバタフライ     | 加藤ゆか         | 58秒72（15位）    | 58秒26（11位）     |                  |                  |
| 100ｍバタフライ     | 星奈津美         | 59秒06（23位）    |                    |                  |                  |
| 200ｍバタフライ     |                  | 予選（7月31位）   | 準決勝（7月31日）  | 決勝（8月1日）   |                  |
| 200ｍバタフライ     | 星奈津美         | 2分08秒04（6位）  | 2分06秒37（3位）   | 2分05秒48（3位） |                  |
| 200ｍ個人メドレー   |                  | 予選（7月30日）   | 準決勝（7月30日）  |                  |                  |
| 200ｍ個人メドレー   | 加藤和           | 2分13秒85（14位） | 2分14秒47（14位）  |                  |                  |
| 400ｍ個人メドレー   |                  | 予選（7月28日）   |                    |                  |                  |
| 400ｍ個人メドレー   | 大塚美優         | 4分39秒13(12位）  |                    |                  |                  |
| 400ｍ個人メドレー   | 高橋美帆         | 4分45秒10(20位）  |                    |                  |                  |
| 400ｍリレー         |                  | 予選（7月28日）   |                    | 決勝（7月28日）  |                  |
| 400ｍリレー         | 第1泳者 上田春佳 | 54秒22            | 3分38秒06（5位）   | 54秒34           | 3分37秒96（7位） |
| 400ｍリレー         | 第2泳者 松本弥生 | 54秒23            | 3分38秒06（5位）   | 54秒52           | 3分37秒96（7位） |
| 400ｍリレー         | 第3泳者 内田美希 | 54秒47            | 3分38秒06（5位）   | 54秒43           | 3分37秒96（7位） |
| 400ｍリレー         | 第4泳者 伊藤華英 | 55秒14            | 3分38秒06（5位）   | 54秒67           | 3分37秒96（7位） |
| 800ｍリレー         |                  | 予選（8月1日）    |                    | 決勝（8月1日）   |                  |
| 800ｍリレー         | 第1泳者 上田春佳 | 1分57秒70         | 7分54秒56（8位）   | 1分58秒23        | 7分56秒73（8位） |
| 800ｍリレー         | 第2泳者 伊藤華英 | 1分58秒12         | 7分54秒56（8位）   | 1分58秒26        | 7分56秒73（8位） |
| 800ｍリレー         | 第3泳者 松本弥生 | 1分59秒67         | 7分54秒56（8位）   | 2分00秒82        | 7分56秒73（8位） |
| 800ｍリレー         | 第4泳者 高野綾   | 1分59秒07         | 7分54秒56（8位）   | 1分59秒42        | 7分56秒73（8位） |
| 400ｍメドレーリレー |                  | 予選（8月3日）    |                    | 決勝（8月4日）   |                  |
| 400ｍメドレーリレー | 第1泳者 寺川綾   | 59秒19            | 3分57秒87（2位）   | 58秒99           | 3分55秒73（3位） |
| 400ｍメドレーリレー | 第2泳者 鈴木聡美 | 1分07秒15         | 3分57秒87（2位）   | 1分05秒96        | 3分55秒73（3位） |
| 400ｍメドレーリレー | 第3泳者 加藤ゆか | 57秒73            | 3分57秒87（2位）   | 57秒36           | 3分55秒73（3位） |
| 400ｍメドレーリレー | 第4泳者 上田春佳 | 53秒80            | 3分57秒87（2位）   | 53秒42           | 3分55秒73（3位） |

#### オープン・ウォーター・スイミング（OWS）
- 男子10km - 平井康翔（中国語版）（柏洋スイマーズ/柏スクール）- 15位（1時間51分21秒1）
- 女子10km - 貴田裕美（群馬綜合ガードシステム）- 13位（1時間58分59秒10）

#### 飛込
スタッフ
| 役職   | 氏名     | 所属           |
| ------ | -------- | -------------- |
| コーチ | 安田憲正 | 石川県水泳協会 |
- 10m高飛込 - 中川真依（金沢学院大学大学院）- 準決勝敗退（260.05）

#### シンクロナイズドスイミング
スタッフ
| 役職       | 氏名       | 所属               |
| ---------- | ---------- | ------------------ |
| コーチ     | 花牟礼雅美 | 東京シンクロクラブ |
| コーチ     | 吉田美保   |                    |
| コーチ     | 内田まゆみ |                    |
| トレーナー | 加藤知生   | 桐蔭横浜大学       |
| トレーナー | 江口隆夫   | 青沼               |
- デュエット、チーム
  - 乾友紀子（井村シンクロクラブ・立命館大学）
  - 小林千紗（英語版）（井村シンクロクラブ）
- チーム
  - 酒井麻里子（東京シンクロクラブ・日本大学）
  - 足立夢実（ミキハウス東京シンクロクラブ）
  - 箱山愛香（アクラブ調布・日本体育大学）
  - 中村麻衣（井村シンクロクラブ）
  - 三井梨紗子（東京シンクロクラブ・日本大学）
  - 糸山真与（英語版）（アクラブ調布・日本体育大学）
  - 吉田胡桃（井村シンクロクラブ・追手門学院大学）

- デュエット5位

| 日程             | テクニカルルーティン                    | フリールーティン                        | 総合点                                     |
| ---------------- | --------------------------------------- | --------------------------------------- | ------------------------------------------ |
| 予選TR（8月5日） | 5位93.200 (技術点46.400) (芸術点46.800) |                                         |                                            |
| 予選FR（8月6日） |                                         | 5位93.200 (技術点46.470) (芸術点46.730) | 5位186.400 （予選TR93.200 + 予選FR93.200） |
| 決勝FR（8月7日） |                                         | 5位93.540 (技術点46.770) (芸術点46.770) | 5位186.740 （予選FR93.200 + 決勝FR93.540） |
- チーム5位

| 日程          | テクニカルルーティン                        | フリールーティン                            | 総合点                 | 選手                                              |
| ------------- | ------------------------------------------- | ------------------------------------------- | ---------------------- | ------------------------------------------------- |
| TR（8月9日）  | 5位93.800 （技術点46.800） （芸術点47.000） |                                             |                        | 足立、箱山、乾、小林 三井、中村、酒井、吉田、糸山 |
| FR（8月10日） |                                             | 5位93.830 （技術点46.760） （芸術点47.070） | 5位187.630 （TR + FR） | 足立、箱山、乾、糸山 小林、三井、酒井、吉田、中村 |

### サッカー

#### 男子
| 役職               | 氏名     | 所属                                 |
| ------------------ | -------- | ------------------------------------ |
| 監督               | 関塚隆   | 日本サッカー協会                     |
| コーチ             | 小倉勉   | 日本サッカー協会                     |
| アシスタントコーチ | 武藤覚   | 日本サッカー協会                     |
| GKコーチ           | 藤原寿徳 | 日本サッカー協会                     |
| フィジカルコーチ   | 里内猛   | 日本サッカー協会                     |
| ドクター           | 御園生剛 | 筑波学園病院                         |
| トレーナー         | 後関慎司 | 東京スポーツレクリエーション専門学校 |
| 総務               | 本間一憲 | 日本サッカー協会                     |
| ポジション           | 背番号 | 選手名     | 所属                         |
| -------------------- | ------ | ---------- | ---------------------------- |
| GK                   | 1      | 権田修一   | FC東京                       |
| GK                   | 18     | 安藤駿介   | 川崎フロンターレ             |
| DF                   | 2      | 徳永悠平   | FC東京                       |
| DF                   | 4      | 酒井宏樹   | ハノーファー96               |
| DF                   | 5      | 吉田麻也   | VVVフェンロー                |
| DF                   | 8      | 山村和也   | 鹿島アントラーズ             |
| DF                   | 12     | 酒井高徳   | VfBシュトゥットガルト        |
| DF                   | 13     | 鈴木大輔   | アルビレックス新潟           |
| MF                   | 3      | 扇原貴宏   | セレッソ大阪                 |
| MF                   | 6      | 村松大輔   | 清水エスパルス               |
| MF                   | 10     | 東慶悟     | 大宮アルディージャ           |
| MF                   | 14     | 宇佐美貴史 | TSG1899ホッフェンハイム      |
| MF                   | 16     | 山口螢     | セレッソ大阪                 |
| MF                   | 17     | 清武弘嗣   | 1.FCニュルンベルク           |
| FW                   | 7      | 大津祐樹   | ボルシアMG                   |
| FW                   | 9      | 杉本健勇   | 東京ヴェルディ               |
| FW                   | 11     | 永井謙佑   | 名古屋グランパス             |
| FW                   | 15     | 齋藤学     | 横浜F・マリノス              |
| バックアップメンバー |        |            |                              |
| GK                   | 22     | 林彰洋     | 清水エスパルス               |
| DF                   | 20     | 大岩一貴   | ジェフユナイテッド市原・千葉 |
| MF                   | 21     | 米本拓司   | FC東京                       |
| FW                   | 19     | 山崎亮平   | ジュビロ磐田                 |
試合結果
| 試合                                                     | 日程    |        |   | 前・後半    |   | 対戦国       | 得点者                                                                              | 開催都市                                                                |
| -------------------------------------------------------- | ------- | ------ | - | ----------- | - | ------------ | ----------------------------------------------------------------------------------- | ----------------------------------------------------------------------- |
| 1次リーグ （グループD）                                  | 7月26日 | 日本   | 1 | 1 - 0 0 - 0 | 0 | スペイン     | 34分 大津祐樹                                                                       | グラスゴー（スコットランド） ハムデン・パーク                           |
| 1次リーグ （グループD）                                  | 7月29日 | 日本   | 1 | 0 - 0 1 - 0 | 0 | モロッコ     | 84分 永井謙佑                                                                       | ニューキャッスル（イングランド） セント・ジェームズ・パーク             |
| 1次リーグ （グループD）                                  | 8月1日  | 日本   | 0 | 0 - 0 0 - 0 | 0 | ホンジュラス |                                                                                     | コヴェントリー（イングランド） シティ・オブ・コヴェントリー・スタジアム |
| 1次リーグ2勝１引分（グループD1位）で決勝トーナメント進出 |         |        |   |             |   |              |                                                                                     |                                                                         |
| 準々決勝                                                 | 8月4日  | ○ 日本 | 3 | 1 - 0 2 - 0 | 0 | エジプト●    | 14分 永井謙佑 78分 吉田麻也 83分 大津祐樹                                           | トラフォード（イングランド） オールド・トラッフォード                   |
| 準決勝                                                   | 8月7日  | ● 日本 | 1 | 1 - 1 0 - 2 | 3 | メキシコ○    | 12分 大津祐樹 31分 マルコ・ファビアン 65分 オリベ・ペラルタ 93分 ハビエル・コルテス | ロンドン ウェンブリー・スタジアム                                       |
| 3位決定戦                                                | 8月10日 | ● 日本 | 0 | 0 - 1       | 2 | 韓国○        | 37分 朴主永 56分 具滋哲                                                             | カーディフ（ウェールズ） ミレニアム・スタジアム                         |

#### 女子
| 役職         | 氏名       | 所属                                     |
| ------------ | ---------- | ---------------------------------------- |
| 監督         | 佐々木則夫 | 日本サッカー協会                         |
| コーチ       | 望月聡     | 日本サッカー協会、びわこ成蹊スポーツ大学 |
| GKコーチ     | 前田信弘   | 日本サッカー協会                         |
| ドクター     | 原邦夫     | 社会保険京都病院                         |
| トレーナー   | 松井史江   | くまざわ整形外科クリニック               |
| 技術スタッフ | 能中太司   | 日本スポーツ振興センター                 |
| 総務         | 山田薫     | 日本サッカー協会                         |
| ポジション           | 背番号 | 選手名         | 所属                         |
| -------------------- | ------ | -------------- | ---------------------------- |
| GK                   | 1      | 福元美穂       | 岡山湯郷Belle                |
| GK                   | 18     | 海堀あゆみ     | INAC神戸レオネッサ           |
| DF                   | 2      | 近賀ゆかり     | INAC神戸レオネッサ           |
| DF                   | 3      | 岩清水梓       | 日テレ・ベレーザ             |
| DF                   | 4      | 熊谷紗希       | 1.FFCフランクフルト          |
| DF                   | 5      | 鮫島彩         | ベガルタ仙台レディース       |
| DF                   | 12     | 矢野喬子       | 浦和レッズレディース         |
| MF                   | 6      | 阪口夢穂       | 日テレ・ベレーザ             |
| MF                   | 8      | 宮間あや       | 岡山湯郷Belle                |
| MF                   | 9      | 川澄奈穂美     | INAC神戸レオネッサ           |
| MF                   | 10     | 澤穂希         | INAC神戸レオネッサ           |
| MF                   | 14     | 田中明日菜     | INAC神戸レオネッサ           |
| FW                   | 7      | 安藤梢         | FCR2001デュースブルク        |
| FW                   | 11     | 大野忍         | INAC神戸レオネッサ           |
| FW                   | 13     | 丸山桂里奈     | スペランツァFC大阪高槻       |
| FW                   | 15     | 高瀬愛実       | INAC神戸レオネッサ           |
| FW                   | 16     | 岩渕真奈       | 日テレ・ベレーザ             |
| FW                   | 17     | 大儀見優季     | 1.FFCトゥルビネ・ポツダム    |
| バックアップメンバー |        |                |                              |
| GK                   | 22     | 山根恵里奈     | ジェフ千葉レディース         |
| DF                   | 19     | 有吉佐織       | 日テレ・ベレーザ             |
| MF                   | 20     | 上尾野辺めぐみ | アルビレックス新潟レディース |
| FW                   | 21     | 大滝麻未       | オリンピック・リヨン         |
試合結果
| 試合                                                                  | 日程    |        |   | 前・後半    |   | 対戦国            | 得点者                                                     | 開催都市                       |
| --------------------------------------------------------------------- | ------- | ------ | - | ----------- | - | ----------------- | ---------------------------------------------------------- | ------------------------------ |
| 1次リーグ （グループF）                                               | 7月25日 | ○ 日本 | 2 | 2 - 0 0 - 1 | 1 | カナダ●           | 33分 川澄奈穂美 44分 宮間あや 55分 メリッサ・タンクレディ  | コヴェントリー（イングランド） |
| 1次リーグ （グループF）                                               | 7月28日 | ▽ 日本 | 0 | 0 - 0       | 0 | スウェーデン▽     |                                                            | コヴェントリー                 |
| 1次リーグ （グループF）                                               | 7月31日 | ▽ 日本 | 0 | 0 - 0       | 0 | 南アフリカ共和国▽ |                                                            | カーディフ（ウェールズ）       |
| 1次リーグ1勝2引分（得失点差によりグループF2位）で決勝トーナメント進出 |         |        |   |             |   |                   |                                                            |                                |
| 準々決勝                                                              | 8月3日  | ○ 日本 | 2 | 1 - 0       | 0 | ブラジル●         | 27分 大儀見優季 73分 大野忍                                | カーディフ                     |
| 準決勝                                                                | 8月6日  | ○ 日本 | 2 | 1 - 0 1 - 1 | 1 | フランス●         | 32分 大儀見優季 49分 阪口夢穂 76分 Eugénie Le Sommer (en)  | ロンドン                       |
| 決勝                                                                  | 8月9日  | ● 日本 | 1 | 0 - 1 1 - 1 | 2 | アメリカ合衆国○   | 8分 カーリー・ロイド 54分 カーリー・ロイド 63分 大儀見優季 | ロンドン                       |

### テニス
スタッフ
| 役職 | 氏名     | 所属           |
| ---- | -------- | -------------- |
| 監督 | 村上武資 | 日本テニス協会 |
- 男子シングルス
  - 錦織圭（日清食品）- 準々決勝敗退
  - 添田豪（空旅ドットコム）-  1回戦敗退
  - 伊藤竜馬（北日本物産）- 1回戦敗退
- 男子ダブルス - 錦織圭・添田豪 - 1回戦敗退

### ボート
スタッフ
| 役職       | 氏名     | 所属         |
| ---------- | -------- | ------------ |
| コーチ     | 阿部肇   | 仙台大学     |
| コーチ     | 岩月孝敏 | トヨタ自動車 |
| トレーナー | 部谷祐紀 | ひだに治療院 |
- 男子軽量級ダブルスカル - 武田大作（ダイキ）・浦和重（NTT東日本-東京）- 12位（6分48秒27）
- 女子軽量級ダブルスカル - 岩本亜希子（アイリスオーヤマ）・福本温子（明治安田生命）- 12位（7分32秒12）
- 女子シングルスカル - 榊原春奈（早稲田大学）- 23位（8分42秒90）

### ホッケー
- 女子 - ホッケー女子日本代表

スタッフ
| 役職           | 名前       | 所属                   |
| -------------- | ---------- | ---------------------- |
| チームリーダー | 横山秀     | 横建                   |
| ヘッドコーチ   | 安田善治郎 | 各務原市役所           |
| コーチ         | 永井祐司   | ソニーイーエムシーエス |
| コーチ         | 藤原信幸   | 各務原市施設振興公社   |
| トレーナー     | 河村篤     | コンディショニングラボ |
選手
| 背番号 | ポジション | 名前                 | 所属                                 | 備考                |
| ------ | ---------- | -------------------- | ------------------------------------ | ------------------- |
| 1      | GK         | 浅野祥代（英語版）   | ソニーHC BRAVIA Ladies               |                     |
| 2      | DF         | 村上藍（英語版）     | ソニーHC BRAVIA Ladies               |                     |
| 3      | DF         | 林なぎさ（英語版）   | ソニーHC BRAVIA Ladies               |                     |
| 4      | DF         | 眞鍋敬子（英語版）   | 南都銀行                             |                     |
| 5      | DF         | 加藤明美             | HFC-HANNO                            | 3大会連続出場       |
| 6      | DF         | 阿久津智恵（英語版） | グラクソ・スミスクライン             |                     |
| 7      | MF         | 山本由佳理           | ソニーHC BRAVIA Ladies               | 主将、3大会連続出場 |
| 8      | MF         | 駒澤李佳             | コカ・コーラウエストレッドスパークス | 3大会連続出場       |
| 9      | MF         | 中川未由希           | ソニーHC BRAVIA Ladies               | 3大会連続出場       |
| 10     | MF         | 岩尾幸美             | GREEN DEERS                          | 3大会連続出場       |
| 11     | MF         | 佐藤雅子             | ソニーHC BRAVIA Ladies               |                     |
| 12     | FW         | 田中泉樹             | 山梨学院大学                         |                     |
| 13     | FW         | 柴田あかね（英語版） | グラクソ・スミスクライン             |                     |
| 14     | FW         | 三橋亜記             | コカ・コーラウエストレッドスパークス |                     |
| 15     | FW         | 藤尾香織             | ソニーHC BRAVIA Ladies               | 3大会連続出場       |
| 16     | FW         | 大塚志穂（英語版）   | 南都銀行                             |                     |
予選リーグ（グループA）
| 日程    |       |   | 前・後半    |   | 対戦国     |
| ------- | ----- | - | ----------- | - | ---------- |
| 7月29日 | 日本● | 0 | 0 - 4 0 - 0 | 4 | ○ イギリス |
| 7月31日 | 日本● | 2 | 0 - 2 2 - 1 | 3 | ○ オランダ |
| 8月2日  | 日本● | 0 | 0 - 0 0 - 1 | 1 | ○ 韓国     |
| 8月4日  | 日本▽ | 1 | 0 - 1 1 - 0 | 1 | ▽ ベルギー |
| 8月6日  | 日本○ | 1 | 0 - 0 1 - 0 | 0 | ● 中国     |
グループAの5位となり、9-10位決定戦に回る。
9-10位決定戦 
| 日程   |       |   | 前・後半                         |   | 対戦国             |
| ------ | ----- | - | -------------------------------- | - | ------------------ |
| 8月8日 | 日本○ | 2 | 0 - 1 1 - 0 （延長） 0 - 0 1 - 0 | 1 | ● 南アフリカ共和国 |
9位が決定。

### ボクシング
スタッフ
| 役職           | 名前     | 所属                     |
| -------------- | -------- | ------------------------ |
| チームリーダー | 山根昌守 | アティックオート         |
| 監督           | 本博国   | 自衛隊体育学校           |
| コーチ         | 樋山茂   | 奈良県立王寺工業高等学校 |
- 男子52kg級（フライ級）- 須佐勝明（自衛隊体育学校） - 1回戦敗退
- 男子56kg級（バンタム級）- 清水聡（自衛隊体育学校） - 3位
- 男子69kg級（ウェルター級）- 鈴木康弘（自衛隊体育学校） - 2回戦敗退
- 男子75kg級（ミドル級）- 村田諒太（東洋大学） - 1位

### バレーボール

#### インドア
- 全日本女子

スタッフ
| 役職       | 氏名       | 所属                 |
| ---------- | ---------- | -------------------- |
| 団長       | 荒木田裕子 | 日本バレーボール協会 |
| 監督       | 眞鍋政義   | 日本バレーボール協会 |
| コーチ     | 安保澄     | 日本バレーボール協会 |
| コーチ     | 川北元     | 日本バレーボール協会 |
| アナリスト | 渡辺啓太   | 日本バレーボール協会 |
| トレーナー | 若宮啓司   | 日本バレーボール協会 |
選手
| 背番号   | Position | 氏名       | 所属                     | 備考 |
| -------- | -------- | ---------- | ------------------------ | ---- |
| 2        | S        | 中道瞳     | 東レ・アローズ           |      |
| 3        | S        | 竹下佳江   | JTマーヴェラス           |      |
| 4        | WS       | 山口舞     | 岡山シーガルズ           |      |
| 5        | MB       | 荒木絵里香 | 東レ・アローズ           | 主将 |
| 7        | MB       | 井上香織   | デンソー・エアリービーズ |      |
| 8        | WS       | 狩野舞子   | ベシクタシュ             |      |
| 10       | L        | 佐野優子   | イトゥサチ・バクー       |      |
| 11       | MB       | 大友愛     | JTマーヴェラス           |      |
| 12       | WS       | 新鍋理沙   | 久光製薬スプリングス     |      |
| 14       | WS       | 迫田さおり | 東レ・アローズ           |      |
| 16       | WS       | 江畑幸子   | 日立リヴァーレ           |      |
| 18       | WS       | 木村沙織   | 東レ・アローズ           |      |
| リザーブ |          |            |                          |      |
| 13       | WS       | 石田瑞穂   | 久光製薬スプリングス     |      |
| 試合       | 日程 （現地時間） | 得 | スコア | スコア | スコア | スコア | スコア | 失 | 対戦国         |
| ---------- | ----------------- | -- | ------ | ------ | ------ | ------ | ------ | -- | -------------- |
| 予選 poolA | 7月28日           | 3  | 25-15  | 25-14  | 25-7   |        |        | 0  | アルジェリア   |
| 予選 poolA | 7月30日           | 1  | 22-25  | 21-25  | 25-20  | 22-25  |        | 3  | イタリア       |
| 予選 poolA | 8月1日            | 3  | 25-20  | 25-19  | 25-23  |        |        | 0  | ドミニカ共和国 |
| 予選 poolA | 8月3日            | 1  | 25-27  | 17-25  | 25-20  | 19-25  |        | 3  | ロシア         |
| 予選 poolA | 8月5日            | 3  | 25-19  | 25-14  | 25-12  |        |        | 0  | イギリス       |
| 準々決勝   | 8月7日 13:00      | 3  | 28-26  | 23-25  | 25-23  | 23-25  | 18-16  | 2  | 中国           |
| 準決勝     | 8月9日 19:30      | 0  | 18-25  | 15-25  | 18-25  |        |        | 3  | ブラジル       |
| 3位決定戦  | 8月11日 11:30     | 3  | 25-22  | 26-24  | 25-21  |        |        | 0  | 韓国           |

#### ビーチバレー
スタッフ
| 役職 | 氏名     | 所属                 |
| ---- | -------- | -------------------- |
| 監督 | 山本知寿 | 日本バレーボール協会 |
選手
| 氏名       | 所属           | 備考 |
| ---------- | -------------- | ---- |
| 朝日健太郎 | フォーバル     |      |
| 白鳥勝浩   | 湘南ベルマーレ |      |
| 試合       | 日程 （現地時間） | 得 | スコア | スコア | スコア | 失 | 対戦相手                                               |
| ---------- | ----------------- | -- | ------ | ------ | ------ | -- | ------------------------------------------------------ |
| 予選 poolB | 7/29 22:00        | 0  | 15-21  | 16-21  |        | 2  | アメリカ合衆国 フィル・ダルハウザー トッド・ロジャース |
| 予選 poolB | 7/31 9:00         | 1  | 21-17  | 12-21  | 7-15   | 2  | チェコ · Petr Benes · Presysl Kubala                   |
| 予選 poolB | 8/2 14:30         | 0  | 19-21  | 20-22  |        | 2  | スペイン Adrian Gavira Collado Pablo Herrera(en)       |
※予選リーグ敗退

### 体操競技

#### 体操

##### 男子
スタッフ
| 役職       | 氏名     | 所属                       |
| ---------- | -------- | -------------------------- |
| 監督       | 立花泰則 | 徳洲会                     |
| コーチ     | 加藤裕之 | コナミスポーツ&ライフ      |
| コーチ     | 森泉貴博 | コナミスポーツ&ライフ      |
| コーチ     | 冨田洋之 | 順天堂大学                 |
| トレーナー | 今井聖晃 | コナミスポーツクラブ大手町 |
選手
- 内村航平（KONAMI）
  - 個人総合 - 1位（92.690）
  - 種目別ゆか - 2位（15.800）
- 加藤凌平（順天堂大学）
- 田中和仁（徳洲会体操クラブ）
  - 個人総合 - 6位入賞（89.407）
- 田中佑典（KONAMI）
  - 種目別平行棒 - 8位（15.100）
- 山室光史（KONAMI）
- 男子団体総合 - 2位（271.952）

##### 女子
スタッフ
| 役職       | 氏名               | 所属                           |
| ---------- | ------------------ | ------------------------------ |
| 監督       | 塚原千恵子         | 塚原体操センター               |
| コーチ     | セルギー・バツラー | ウクライナ国立体育スポーツ大学 |
| コーチ     | アリーナ・コジッチ | ウクライナ国立体育スポーツ大学 |
| トレーナー | 齋藤和宏           | 齋藤ハリ灸治療院               |
選手
- 田中理恵（日本体育大学研究員）
  - 個人総合 - 16位（55.632）
- 鶴見虹子（日本体育大学）
  - 種目別段違い平行棒 - 7位（14.966）
- 新竹優子（羽衣国際大学）
- 美濃部ゆう（朝日生命）
- 寺本明日香（レジックスポーツ）
  - 個人総合 - 11位（57.332）
- 女子団体総合 - 8位（166.646）

#### 新体操
スタッフ
| 役職           | 氏名                 | 所属                   |
| -------------- | -------------------- | ---------------------- |
| チームリーダー | 山﨑浩子             | 日本オリンピック委員会 |
| コーチ         | インナ・ビストロヴァ | ロシア新体操連盟       |
| コーチ         | 横地愛               | イオン                 |
| トレーナー     | 今木康雄             | 今木整骨院             |
- 女子団体総合 - 田中琴乃・サイード横田仁奈・松原梨恵・深瀬菜月・三浦莉奈・畠山愛理 - 7位入賞

#### トランポリン
スタッフ
| 役職   | 氏名     | 所属         |
| ------ | -------- | ------------ |
| コーチ | 福井卓也 | 金沢学院大学 |
| コーチ | 丸山章子 | 金沢学院大学 |
- 男子個人
  - 伊藤正樹（金沢学院大学クラブ） - 4位入賞
  - 上山容弘（大阪体育大学大学院）- 5位入賞
- 女子個人 - 岸彩乃（金沢学院大学クラブ）- 予選敗退

### レスリング

#### 男子フリー
スタッフ
| 役職           | 氏名     | 所属           |
| -------------- | -------- | -------------- |
| チームリーダー | 佐藤満   | 専修大学       |
| コーチ         | 田南部力 | 警視庁         |
| コーチ         | 井上謙二 | 自衛隊体育学校 |
| コーチ         | 小平清貴 | 警視庁         |
- 55kg級 - 湯元進一（自衛隊体育学校） - 3位
- 60kg級 - 湯元健一（ALSOK） - 5位
- 66kg級 - 米満達弘（自衛隊体育学校） - 1位
- 74kg級 - 高谷惣亮（ALSOK） - 1回戦敗退
- 96kg級 - 磯川孝生（英語版）（徳山大学） - 2回戦敗退

#### 男子グレコローマン
スタッフ
| 役職   | 氏名     | 所属           |
| ------ | -------- | -------------- |
| 監督   | 伊藤広道 | 自衛隊体育学校 |
| コーチ | 元木康年 | 自衛隊体育学校 |
| コーチ | 豊田雅俊 | 警視庁         |
| コーチ | 松本慎吾 | 日本体育大学   |
- 55kg級 - 長谷川恒平（福一漁業）- 1回戦敗退
- 60kg級 - 松本隆太郎（群馬ヤクルト販売）- 3位
- 66kg級 - 藤村義（英語版）（自衛隊体育学校）- 2回戦敗退
- 96kg級 - 斎川哲克（英語版）（両毛ヤクルト販売）-2回戦敗退

#### 女子
スタッフ
| 役職   | 氏名       | 所属                   |
| ------ | ---------- | ---------------------- |
| 監督   | 栄和人     | 至学館大学             |
| コーチ | 木名瀬重夫 | 日本レスリング協会     |
| コーチ | 吉田栄勝   | 日本オリンピック委員会 |
| コーチ | 笹山秀雄   | 自衛隊体育学校         |
| コーチ | 齋藤将士   | 警視庁                 |
- 48kg級 - 小原日登美（自衛隊体育学校）- 1位
- 55kg級 - 吉田沙保里（ALSOK）- 1位
- 63kg級 - 伊調馨（ALSOK）- 1位
- 72kg級 - 浜口京子（ジャパンビバレッジホールディングス）- 1回戦敗退

### セーリング
スタッフ
| 役職   | 氏名       | 所属                     |
| ------ | ---------- | ------------------------ |
| 監督   | 中村健次   | 日本オリンピック委員会   |
| 総務   | 齋藤愛子   | 日本セーリング連盟       |
| コーチ | 小松一憲   | アビームコンサルティング |
| コーチ | 関一人     | トヨタ自動車東日本       |
| コーチ | 佐々木共之 | 横浜市消防局             |
- 男子49er級 - 牧野幸雄（トヨタ自動車東日本）・高橋賢次（英語版）（トヨタ自動車東日本）- 18位
- 男子470級 - 原田龍之介（アビームコンサルティング）・吉田雄悟（アビームコンサルティング）- 18位
- 女子470級 - 近藤愛（アビームコンサルティング）・田畑和歌子（英語版）（アビームコンサルティング）- 14位
- 男子RS：X級 - 富沢慎（トヨタ自動車東日本）- 28位
- 女子RS：X級 - 須長由季（ミキハウス）- 21位
- 女子レーザーラジアル級 - 土居愛実（慶応義塾大学）- 32位

### ウエイトリフティング
スタッフ
| 役職   | 氏名       | 所属           |
| ------ | ---------- | -------------- |
| コーチ | 稲垣英二   | 警視庁         |
| コーチ | 三宅義行   | 光波           |
| コーチ | 菊田三代治 | 石川県立盲学校 |
| コーチ | 横山信仁   | 金沢学院       |
| コーチ | 加藤仁     | 平成国際大学   |

#### 男子
- 105kg超級 - 太田和臣（九州国際大学）- 13位（スナッチ185kg + ジャーク215kg = 400 kg）

#### 女子
- 48kg級 - 三宅宏実（いちごグループホールディングス）- 2位（スナッチ87kg +　ジャーク110kg = 197 kg　日本新記録）
- 48kg級 - 水落穂南（平成国際大学）- 6位入賞（スナッチ80kg + ジャーク96kg = 176 kg)
- 53kg級 - 八木かなえ（金沢学院大学）- 12位（スナッチ82kg + ジャーク109kg = 191 kg)
- 75kg超級 - 嶋本麻美（英語版）（学校法人金沢学院）- 9位（スナッチ110kg + ジャーク143Kg = 253 kg)

### 自転車競技
スタッフ
| 役職         | 氏名     | 所属                       |
| ------------ | -------- | -------------------------- |
| 監督         | 松本整   | 日本自転車競技連盟         |
| コーチ       | 高橋松吉 | 日本自転車競技連盟         |
| コーチ       | 坂本勉   | 日本オリンピック委員会     |
| コーチ       | 鈴木雷太 | ライコン                   |
| コーチ       | 鷲田紀夫 | 日本マウンテンバイク協会   |
| コーチ       | 沖美穂   | JKA                        |
| 技術スタッフ | 鬼原積   | 日本自転車競技連盟         |
| 技術スタッフ | 森昭雄   | (株)みどり製作所           |
| 技術スタッフ | 仁木康夫 | 小泉製作所                 |
| トレーナー   | 柳浩史   | 小森スポーツマッサージ療院 |
| ドクター     | 小林裕幸 | 筑波大学                   |

#### ロードレース
男子個人ロードレース
- 別府史之（オリカ・グリーンエッジ）…… 22位（5時間46分05秒、+08秒差）
- 新城幸也（チーム・ヨーロッパカー）…… 48位（5時間46分37秒、+40秒差）

男子個人タイムトライアル
- 別府史之……24位（55分40秒64、+5分01秒10差）

女子個人ロードレース
- 萩原麻由子（(株)あさひ）……途中棄権(DNF)

#### トラックレース
男子スプリント
- 中川誠一郎（日本競輪選手会）……9位

| 種別               | 成績                                      | 特記    |
| ------------------ | ----------------------------------------- | ------- |
| 200mFTT            | 7位                                       | 10秒144 |
| 1/16決勝           | ● ジミー・ワトキンス アメリカ合衆国 (USA) | 0-1     |
| 1/16決勝敗者復活戦 | ○ ダミアン・ジエリンスキ ポーランド (POL) | 1-0     |
| 1/8決勝            | ● グレゴリー・ボジェ フランス (FRA)       | 0-1     |
| 1/8決勝敗者復活戦  | 2組3着                                    |         |
| 9〜12位決定戦      | 1着                                       | 9位     |

男子チームスプリント
- 渡邉一成（日本競輪選手会）、新田祐大（日本競輪選手会）、中川誠一郎（日本競輪選手会）…… 8位

| 種別  | 成績       | 特記          |
| ----- | ---------- | ------------- |
| 予選  | 8位        | 44秒324       |
| 1回戦 | ● イギリス | 8位 (43秒964) |

男子ケイリン
- 渡邉一成（日本競輪選手会）…… 11位

| 種別            | 成績   | 特記 |
| --------------- | ------ | ---- |
| 1回戦           | 1組6着 |      |
| 1回戦敗者復活戦 | 2組1着 |      |
| 準決勝          | 2組6着 |      |
| 7〜12位決定戦   | 5着    | 11位 |

女子スプリント
- 前田佳代乃（鹿屋体育大学）……1/16決勝敗者復活戦敗退

| 種別               | 成績                                    | 特記    |
| ------------------ | --------------------------------------- | ------- |
| 200mFTT            | 17位                                    | 11秒600 |
| 1/16決勝           | ● アンナ・メアーズ オーストラリア (AUS) | 0-1     |
| 1/16決勝敗者復活戦 | 2組3着                                  |         |

#### マウンテンバイク
男子クロスカントリー
- 山本幸平（スペシャライズド・レーシングチーム）……27位（1時間35分26秒、+6分19秒）

女子クロスカントリー
- 片山梨絵（チーム・スペシャライズド・ジャパン）……20位（1時間38分26秒、+7分34秒）

### 卓球

#### 男子
スタッフ
| 役職   | 氏名     | 所属         |
| ------ | -------- | ------------ |
| 監督   | 宮崎義仁 | 日本卓球協会 |
| コーチ | 倉嶋洋介 | 日本卓球協会 |
- シングルス
- 水谷隼（スヴェンソン）4回戦敗退

| ○3回戦（7月30日） | 4 | 11 － 4 9 - 11 11 - 9 11 - 5 11 - 6 | 1 | エルサイド・ラシン（ エジプト）● |
| ●4回戦（7月31日） | 0 | 7 - 11 6 - 11 4 - 11 6 - 11         | 4 | マイケル・メイス（ デンマーク）○ |
- 岸川聖也（スヴェンソン）準々決勝敗退

| ○3回戦（7月30日）   | 4 | 11 - 7 7 - 11 11 - 9 8 - 11 11 - 7 8 - 11 12 - 10 | 3 | パナギオティス・ギオニス（ ギリシャ）● |
| ○4回戦（7月31日）   | 4 | 11 - 8 11 - 6 11 - 8 7 - 11 11 - 8                | 1 | 呉尚垠（ 韓国）●                       |
| ●準々決勝（8月1日） | 0 | 4 - 11 5 - 11 3 - 11 5 - 11                       | 4 | 王皓（ 中国）○                         |
- 丹羽孝希（青森山田高等学校）　団体戦
- 団体戦準々決勝敗退

| ○1回戦（8月4日）    | 3 | ○水谷隼            | 3 | 11 - 6 11 - 3 11 - 5          | 0 | アンドレ・ホ●                            | 0 | カナダ● |
| ○1回戦（8月4日）    | 3 | ○丹羽孝希          | 3 | 11 - 6 12 - 10 11 - 9         | 0 | ユージーン・ワン●                        | 0 | カナダ● |
| ○1回戦（8月4日）    | 3 | 岸川聖也 ○丹羽孝希 | 3 | 11 - 7 11 - 4 11 - 6          | 0 | ピエール・リュック・アンス アンドレ・ホ● | 0 | カナダ● |
| ●準々決勝（8月5日） | 2 | ○水谷隼            | 3 | 11 - 8 11 - 9 9 - 11 11 - 9   | 1 | 江天一●                                  | 3 | 香港○   |
| ●準々決勝（8月5日） | 2 | ●岸川聖也          | 1 | 7 - 11 11 - 7 9 - 11 7 - 11   | 3 | 唐鵬○                                    | 3 | 香港○   |
| ●準々決勝（8月5日） | 2 | 岸川聖也 ●丹羽孝希 | 1 | 11 - 8 12 - 14 8 - 11 11 - 13 | 3 | 江天一 梁柱恩○                           | 3 | 香港○   |
| ●準々決勝（8月5日） | 2 | ○水谷隼            | 3 | 5 - 11 11 - 5 13 - 11 11 - 8  | 1 | 梁柱恩●                                  | 3 | 香港○   |
| ●準々決勝（8月5日） | 2 | ●丹羽孝希          | 1 | 11 - 7 7 - 11 7 - 11 3 - 11   | 3 | 唐鵬○                                    | 3 | 香港○   |

#### 女子
スタッフ
| 役職   | 氏名     | 所属         |
| ------ | -------- | ------------ |
| 監督   | 村上恭和 | 日本生命保険 |
| コーチ | 張莉梓   | 千秀企画     |
- シングルス
- 石川佳純（全農）4位入賞

| ○3回戦（7月29日）    | 4 | 11 - 13 10 - 12 11 - 7 12 - 10 11 - 8 11 - 5 | 2 | カンビン・リ（ オーストラリア）●         |
| ○4回戦（7月30日）    | 4 | 11 - 9 11 - 5 10 - 12 14 - 12 11 - 6         | 1 | リー・チェン（ ポーランド）              |
| ○準々決勝（7月31日） | 4 | 8 - 11 11 - 5 11 - 4 11 - 8 11 - 4           | 1 | ユエグ・ワン（ シンガポール）●           |
| ●準決勝（7月31日）   | 1 | 5 - 11 4 - 11 13 - 11 6 - 11 7 - 11          | 4 | 李暁霞（ 中国○                           |
| ●3位決定戦（8月1日） | 0 | 9 - 11 6 - 11 6 - 11 5 - 11                  | 4 | ティアンウェイ・フェン（ シンガポール）○ |
- 福原愛（ANA）準々決勝敗退

| ○3回戦（7月29日）    | 4 | 11 - 7 11 - 8 11 - 9 11 - 3                             | 0 | アンナ・チホミロワ（ ロシア） |
| ○4回戦（7月30日）    | 4 | 11 － 4 8 － 11 8 － 11 6 － 11 11 － 5 11 － 8 11 － 8 | 3 | ジエ・リー（ オランダ）       |
| ●準々決勝（7月31日） | 0 | 13 - 15 6 - 11 6 - 11 4 - 11                            | 4 | 丁寧（ 中国）                 |
- 平野早矢香（ミキハウス）　団体戦

- 団体戦2位

| ○1回戦（8月3日）    | 3 | ○福原愛              | 3 | 11 - 4 11 - 7 11 - 7               | 0 | エーリアル・シン●                           | 0 | アメリカ合衆国● |
| ○1回戦（8月3日）    | 3 | ○平野早矢香          | 3 | 11 - 9 11 - 5 11 - 3               | 0 | リリー・チャン●                             | 0 | アメリカ合衆国● |
| ○1回戦（8月3日）    | 3 | 石川佳純 ○福原愛     | 3 | 11 - 7 11 - 7 11 - 1               | 0 | エリカ・ウ リリー・チャン●                  | 0 | アメリカ合衆国● |
| ○準々決勝（8月4日） | 3 | ○石川佳純            | 3 | 11 -8 8 - 11 11 - 7 6 - 11 13 - 11 | 2 | ジャドゥ・ウ●                               | 0 | ドイツ●         |
| ○準々決勝（8月4日） | 3 | ○福原愛              | 3 | 8 - 11 11 - 8 11 - 8 11 - 7        | 1 | イリナ・イバンカン●                         | 0 | ドイツ●         |
| ○準々決勝（8月4日） | 3 | ○福原愛 平野早矢香   | 3 | 11 - 8 11 - 5 11 - 7               | 0 | ジャドゥ・ウ クリスティン・ジルバーアイゼン | 0 | ドイツ●         |
| ○準決勝（8月5日）   | 3 | ○福原愛              | 3 | 11 - 9 11 - 6 5 - 11 11 - 9        | 1 | ティアンウェイ・フェン●                     | 0 | シンガポール●   |
| ○準決勝（8月5日）   | 3 | ○石川佳純            | 3 | 11 - 5 11 - 6 11 - 2               | 0 | ユエグ・ワン●                               | 0 | シンガポール●   |
| ○準決勝（8月5日）   | 3 | ○石川佳純 平野早矢香 | 3 | 11 - 3 13 - 11 11 - 4              | 0 | ユエグ・ワン● リ・ジャウェイ                | 0 | シンガポール●   |
| ●決勝（8月7日）     | 0 | ●福原愛              | 1 | 6 - 11 11 - 9 2 - 11 5 - 11        | 3 | 李暁霞○                                     | 3 | 中国○           |
| ●決勝（8月7日）     | 0 | ●石川佳純            | 0 | 4 - 11 10 - 12 4 - 11              | 3 | 丁寧○                                       | 3 | 中国○           |
| ●決勝（8月7日）     | 0 | ●石川佳純 平野早矢香 | 1 | 6 - 11 3 - 11 11 - 9 5 - 11        | 3 | 郭躍○ 李暁霞                                | 3 | 中国○           |

### 馬術
スタッフ
| 役職   | 氏名                             | 所属                               |
| ------ | -------------------------------- | ---------------------------------- |
| 監督   | 東良弘一                         | 洛北宝ヶ池観光農園                 |
| 監督   | 照井愼一                         | ドレッサージュ・ステーブル・テルイ |
| 監督   | 岩谷一裕                         | 乗馬クラブクレイン                 |
| 総務   | 浅枝里美                         | 日本馬術連盟                       |
| 獣医師 | キリングベック・ジョン・マイケル |                                    |

#### 馬場馬術個人
- 法華津寛（アバロン・ヒルサイドファーム）

#### 障害馬術個人
- 杉谷泰造（杉谷乗馬クラブ）、武田麗子（杉谷乗馬クラブ）

#### 総合馬術
- 団体 - 12位
- 佐藤賢希（英語版）（明松寺馬事公苑）、大岩義明（日東光学）、田中利幸（乗馬クラブクレイン）- 48位、根岸淳（英語版）（東武乗馬クラブ＆クレイン）- 39位、弓良隆行（英語版）（乗馬クラブクレイン）

### フェンシング
スタッフ
| 役職       | 氏名                         | 所属                         |
| ---------- | ---------------------------- | ---------------------------- |
| 監督       | 岡崎直人                     | 警視庁                       |
| コーチ     | オレグ・マツェイチュク       | 日本フェンシング協会         |
| コーチ     | アンドレア・マグロ           | 日本フェンシング協会         |
| コーチ     | オクレサンドル・ゴルバチュク | 日本フェンシング協会         |
| コーチ     | ヴォロディミル・ルカシェンコ | 日本フェンシング協会         |
| コーチ     | 江村宏二                     | 日本フェンシング協会         |
| コーチ     | 青木雄介                     | 日本フェンシング協会         |
| トレーナー | 石井聡                       | 大分県地域成人病検診センター |

#### 男子
- フルーレ（団体）- 太田雄貴（森永製菓）・千田健太（NEXUS）・三宅諒（慶応義塾大学）・淡路卓（NEXUS） - 2位
- フルーレ（個人）
  - 太田雄貴 - 3回戦敗退
  - 千田健太 - 2回戦敗退
  - 三宅諒 - 2回戦敗退

#### 女子
- フルーレ（団体）- 池端花奈恵（京都府立乙訓高等学校）・菅原智恵子（日本フェンシング協会）・西岡詩穂（NEXUS）・平田京美（英語版） - 7位
- フルーレ（個人）- 菅原智恵子（7位入賞）、池端花奈恵（8位入賞）、西岡詩穂
- エペ（個人）- 中野希望（大垣共立銀行） 2回戦敗退
- サーブル（個人）- 中山セイラ（大垣共立銀行）- 2回戦敗退

### 柔道
スタッフ
| 役職           | 氏名     | 所属             |
| -------------- | -------- | ---------------- |
| チームリーダー | 吉村和郎 | 全日本柔道連盟   |
| 総務           | 木村昌彦 | 横浜国立大学     |
| ドクター       | 紙谷武   | 東京厚生年金病院 |
| ドクター       | 橋本俊彦 | 了徳寺大学       |

#### 男子
スタッフ
| 役職       | 氏名     | 所属                         |
| ---------- | -------- | ---------------------------- |
| 監督       | 篠原信一 | 天理大学                     |
| コーチ     | 中村兼三 | 旭化成                       |
| コーチ     | 井上康生 | 東海大学                     |
| コーチ     | 窪田和則 | 警視庁                       |
| トレーナー | 畠中卓也 | グローバルスポーツ医学研究所 |
- 平岡拓晃（学校法人了徳寺学園）60kg級2位

| ○2回戦（7月28日） | 4分10秒 背負投 | アシュリー・マッケンジー（ イギリス）●         |
| ○3回戦            | 優勢           | アルティオム・アルシャンスキー（ イスラエル）● |
| ○準々決勝         | 判定           | ソフィアーヌ・ミル（ フランス）●               |
| ○準決勝           | 1分8秒 大内刈  | エリオ・ヴェルデ（ イタリア）●                 |
| ●決勝             | 41秒 外巻込    | アルセン・ガルスチャン（ ロシア）○             |
- 海老沼匡（パーク24）66kg級3位

| ○2回戦（7月29日） | 2分53秒 内股                                           | サーシャ・メフメドビッチ（ カナダ）●         |
| ○3回戦            | 延長2分2秒 右一本背負投（技あり） （ゴールデンスコア） | セルゲイ・リム（ カザフスタン）●             |
| ○準々決勝         | 延長 判定                                              | 曹準好（ 韓国）●                             |
| ●準決勝           | 2分11秒 隅返                                           | ラシャ・シャフダトゥアシビリ（ ジョージア）○ |
| ○3位決定戦        | 延長2分2秒 大腰                                        | Pawel Zagrodnik（ ポーランド）               |
- 中矢力（ALSOK）73kg級2位

| ○2回戦（7月30日） | 2分2秒 崩上四方固 | カイル・マクスウェル（ バルバドス）● |
| ○3回戦            | 3分34秒 縦四方固  | Josef Palelashvili（ イスラエル）●   |
| ○準々決勝         | 優勢              | ラスル・ボキエフ（ タジキスタン）●   |
| ○準決勝           | 延長 判定         | デックス・エレモント（ オランダ）●   |
| ●決勝             | 優勢              | マンスール・イサエフ（ ロシア）○     |
- 中井貴裕（流通経済大学）81kg級5位

| ○2回戦（7月31日） | 27秒 反則 （足取り） | ボアス・ムニョンガ（ ザンビア）      |
| ○3回戦            | 優勢                 | セルジュ・トマ（ モルドバ）●         |
| ●準々決勝         | 2分52秒 腕挫十字固   | オーレ・ビショフ（ ドイツ）○         |
| ○敗者復活戦       | 優勢                 | レアンドロ・ギルヘイロ（ ブラジル）● |
| ●3位決定戦        | 2分14秒 谷落         | イワン・ニフォントフ（ ロシア）      |
- 西山将士（新日本製鐵）90kg級3位

| ○1回戦（8月1日） | 優勢      | チンギス・マメドフ（ キルギス）●             |
| ○2回戦           | 優勢      | ティムール・ボラト（ カザフスタン）●         |
| ●準々決勝        | 優勢      | 宋大南（ 韓国）○                             |
| ○敗者復活戦      | 延長 判定 | ディルショド・チョリエフ（ ウズベキスタン）● |
| ○3位決定戦       | 延長 優勢 | キリル・デニソフ（ ロシア）●                 |
- 穴井隆将（天理大学）100kg級2回戦敗退

| ○1回戦（8月2日） | 優勢（指導×3・技あり） | ジェームズ・オースチン（ イギリス）● |
| ●2回戦           | 2分59秒 崩横四方固     | ルカシュ・クルパレク（ チェコ）○     |
- 上川大樹（京葉ガス）100kg超級2回戦敗退

| ○1回戦（8月3日） | 51秒 払腰            | ダレル・カスティージョ（ グアテマラ） |
| ●2回戦           | 優勢（3分6秒・有効） | イハル・マカラウ（ ベラルーシ）○      |

#### 女子
スタッフ
| 役職       | 氏名       | 所属                         |
| ---------- | ---------- | ---------------------------- |
| 監督       | 園田隆二   | 警視庁                       |
| コーチ     | 田邊勝     | 日本体育大学                 |
| コーチ     | 徳野和彦   | コマツ                       |
| コーチ     | 曽我部晋哉 | 甲南大学                     |
| コーチ     | 貝山仁美   | 三井住友海上火災保険         |
| コーチ     | 薪谷翠     | ミキハウス                   |
| トレーナー | 宇野彰洋   | グローバルスポーツ医学研究所 |
- 福見友子（学校法人了徳寺学園）48kg級5位

| ○1回戦（7月28日） | 延長32秒 腰絞                      | オイアナ・ブランコ（ スペイン）●         |
| ○2回戦            | 3分2秒 縦四方固                    | ケリー・エドワーズ（ イギリス）●         |
| ○準々決勝         | 延長50秒 優勢 （ゴールデンスコア） | パウラ・パレト（ アルゼンチン）●         |
| ●準決勝           | 技あり                             | アリナ・ドゥミトル（ ルーマニア）○       |
| ●3位決定戦        | 延長50秒 小外刈                    | チェルノビツキ・エーヴァ（ ハンガリー）○ |
- 中村美里（三井住友海上火災保険）52kg級2回戦敗退

| ●2回戦（7月29日） | 優勢 | 安琴愛（ 北朝鮮）○ |
- 松本薫（フォーリーフジャパン）57kg級1位

| ○1回戦（7月30日） | 優勢（3分59秒 小外刈・技あり）               | Vesna Dzukic（ スロベニア）●               |
| ○2回戦            | 優勢（2分18秒 小外刈・技あり）               | キファヤト・ガシモワ（ アゼルバイジャン）● |
| ○準々決勝         | 優勢（4分18秒 小外刈・有効）                 | ジュリア・クインタバレ（ イタリア）●       |
| ○準決勝           | 延長44秒 大外刈（有効） （ゴールデンスコア） | オトーヌ・パヴィア（ フランス）●           |
| ○決勝             | 延長17秒 反則 （軸足を内側から刈る行為）     | コリーナ・カプリオリウ（ ルーマニア）●     |
- 上野順恵（三井住友海上火災保険）63kg級3位

| ○1回戦（7月31日） | 1分21秒 崩袈裟固                           | ガリマ・チョーダリー（ インド）●         |
| ○2回戦            | 延長16秒 体落（有効） （ゴールデンスコア） | マリヤナ・ミスコビッチ（ クロアチア）●   |
| ●準々決勝         | 優勢（有効 × 2）                           | 丁多雲（ 韓国）○                         |
| ○敗者復活戦       | 優勢（4分50秒 大内刈 + 朽木倒・有効）      | エリサベト・ベレブールトセ（ オランダ）● |
| ○3位決定戦        | 優勢                                       | ツェデブスレン・ムンフザヤ（ モンゴル）● |
- 田知本遥（東海大学）70kg級3回戦敗退

| ○2回戦（8月1日） | 延長 判定 | オニックス・コルテス（ キューバ）● |
| ●3回戦           | 延長 判定 | 陳飛（ 中国）○                     |
| ●敗者復活戦      | 優勢      | エディス・ボッシュ（ オランダ）○   |
- 緒方亜香里（筑波大学）78kg級2回戦敗退

| ○1回戦（8月2日） | 優勢（指導×1） | 鄭敬美（ 韓国）●                     |
| ●2回戦           | 優勢           | マリンド・フェルケルク（ オランダ）○ |
- 杉本美香（コマツ）78kg超級2位

| ○2回戦（8月3日） | 51秒 払腰        | Giovanna Blanco（ ベネズエラ）●      |
| ○準々決勝        | 48秒 払腰        | マリア・アルテマン（ ブラジル）●     |
| ○準決勝          | 優勢（指導1-2）  | カリーナ・ブライアント（ イギリス）● |
| ●決勝            | 延長 判定（0-3） | イダリス・オルティス（ キューバ）○   |

### 射撃

#### ライフル射撃
スタッフ
| 役職   | 氏名                   | 所属                 |
| ------ | ---------------------- | -------------------- |
| 監督   | 岸高清                 | JFE東日本ジーエス    |
| コーチ | ドゥシャノフ・エミール | 日本ライフル射撃協会 |
- 谷島緑（自衛隊体育学校）
  - 男子10mエアライフル
  - 男子50mライフル3姿勢
  - 男子50mライフル伏射
- 松田知幸（神奈川県警）
  - 男子ピストル50m
  - 男子エアピストル10m
- 小西ゆかり（飛鳥交通）
  - 女子10mエアピストル
  - 女子25mピストル

#### クレー射撃
スタッフ
| 役職 | 氏名     | 所属               |
| ---- | -------- | ------------------ |
| 総務 | 永島宏泰 | 日本クレー射撃協会 |
- 女子クレー射撃トラップ - 中山由起枝（日立建機）- 予選敗退

### 近代五種競技
スタッフ
| 役職   | 氏名     | 所属           |
| ------ | -------- | -------------- |
| 監督   | 才藤浩   | 自衛隊体育学校 |
| コーチ | 石川和也 | 自衛隊体育学校 |

#### 男子
- 富井慎一（自衛隊体育学校）- 22位（5,552点）

#### 女子
- 山中詩乃（自衛隊体育学校）- 30位（4,828点）
- 黒須成美（東海東京証券株式会社）- 34位（4,060点）

### カヌー
スタッフ
| 役職       | 氏名             | 所属                     |
| ---------- | ---------------- | ------------------------ |
| 監督       | ミラン・クバン   | 日本オリンピック委員会   |
| コーチ     | 馬場昭江         | イオンリテール           |
| コーチ     | 山中修司         | 国立スポーツ科学センター |
| 監督       | バジル・イスパス | 日本オリンピック委員会   |
| コーチ     | 松代尚也         | フラットウォーター       |
| コーチ     | 尾野藤直樹       | 国立スポーツ科学センター |
| トレーナー | 杉山ちなみ       | リボンプロジェクト       |

#### 男子
- カナディアンシングルスラローム - 羽根田卓也（羽根田事務所）- 7位入賞（110.62）
- カナディアンシングル200m - 阪本直也（英語版）（和歌山県教育委員会）- 8位入賞（44.699）
- カヤックシングルスラローム - 矢澤一輝（英語版）（山田記念朝日病院）- 9位（104.44点）
- カヤックシングル200m - 松下桃太郎（石川県体育協会）- 11位（38.040）
- カヤックペア200m - 松下桃太郎・渡辺大規（英語版）（ユニー）- 10位（35.739）

#### 女子
- カヤックシングル200m - 北本忍（富山県体育協会）- 13位（45.387）
- カヤックシングル500m - 大村朱澄（早稲田大学）
- カヤックシングルスラローム - 海渕萌（トヨタカローラ岐阜）- 予選敗退19位（121.29）

### アーチェリー
スタッフ
| 役職           | 氏名     | 所属                 |
| -------------- | -------- | -------------------- |
| チームリーダー | 新海輝夫 | 愛知産業大学三河高校 |
| コーチ         | 松木裕二 | エディオン           |
| コーチ         | 杉浦成利 | 高山西高等学校       |
| トレーナー     | 馬渕博行 | 和歌山県立医科大学   |

#### 男子
- 菊地栄樹（エディオン）
- 古川高晴（近畿大学生物理工学部）
- 石津優
- 団体 - 準々決勝敗退

#### 女子
- 早川漣（長崎県立佐世保商業高等学校職員）- 3回戦敗退
- 蟹江美貴（三起商行）- 3回戦敗退
- 川中香緖里（近畿大学）
- 団体 -　3位

### バドミントン
スタッフ
| 役職       | 氏名     | 所属                     |
| ---------- | -------- | ------------------------ |
| 監督       | 朴柱奉   | 日本バドミントン協会     |
| コーチ     | 中島慶   | パナソニック             |
| コーチ     | 舛田圭太 | トナミ運輸               |
| トレーナー | 森里友佳 | エム・エス・マイスターＬ |

#### 男子
- シングルス - 佐々木翔（トナミ運輸）- 準々決勝敗退
- シングルス - 田児賢一（東日本電信電話）- 予選敗退
- ダブルス - 川前直樹（東日本電信電話）・佐藤翔治（東日本電信電話）- 予選リーグ敗退

#### 女子
- シングルス - 佐藤冴香（日本体育大学）- 1回戦敗退
- ダブルス

末綱聡子（ルネサス セミコンダクタ九州・山口）・前田美順（ルネサス セミコンダクタ九州・山口）- 予選敗退
藤井瑞希（ルネサス セミコンダクタ九州・山口）・垣岩令佳（ルネサス セミコンダクタ九州・山口）- 2位

#### 混合ダブルス
- 池田信太郎（日本ユニシス）・潮田玲子（日本ユニシス）- 予選敗退

### テコンドー
スタッフ
| 役職   | 氏名     | 所属                       |
| ------ | -------- | -------------------------- |
| コーチ | 金天九   |                            |
| コーチ | 長野修士 | 中津リアルステートセンター |

#### 女子
- 49kg級 - 笠原江梨香(大東文化大学) - 準々決勝敗退
- 57kg級 - 濱田真由(ベストアメニティ) - 3位決定戦敗退

### トライアスロン
スタッフ
| 役職   | 氏名       | 所属                                  |
| ------ | ---------- | ------------------------------------- |
| コーチ | 飯島健二郎 | 日本オリンピック委員会                |
| コーチ | 山根英紀   | 京葉インターナショナル スポーツ倶楽部 |
| 総務   | 山倉紀子   | 日本オリンピック委員会                |
| 総務   | 丹羽怜美   | 日本スポーツ振興センター              |

#### 男子
- 田山寛豪(NTT東日本・NTT西日本・流通経済大学) - 20位（1時間49分24秒）
- 細田雄一(グリーンタワー・フェリック・稲毛インター) - 43位（1時間51分40秒）

#### 女子
- 足立真梨子(トーシンパートナーズ・チームケンズ) - 14位（2時間2分4秒）
- 井出樹里(トーシンパートナーズ・チームケンズ) - 34位（2時間4分43秒）
- 上田藍(シャクリー・グリーンタワー・稲毛インター) - 39位（2時間6分34秒）

## 選手団本部役員
本部役員（2012年7月10日現在）
| 役職              | 氏名             | 所属団体                                             | Remarks                       |
| ----------------- | ---------------- | ---------------------------------------------------- | ----------------------------- |
| 団長              | 上村春樹         | 全日本柔道連盟 公益財団法人講道館                    |                               |
| 副団長            | 橋本聖子         | 日本スケート連盟 参議院議員                          |                               |
| 総監督            | 塚原光男         | 日本体操協会 塚原体操センター                        |                               |
| 本部役員          | 福井烈           | 日本テニス協会 ブリヂストンスポーツ                  | 競技担当                      |
| 本部役員          | 森田淳悟         | 日本バレーボール協会 日本体育大学                    | 競技担当                      |
| 本部役員          | 松丸喜一郎       | 日本ライフル射撃協会 マツマル                        | 競技担当                      |
| 本部役員          | 原田康弘         | 日本陸上競技連盟 クレーマージャパン                  | 競技担当                      |
| 本部役員          | 高田裕司         | 日本レスリング協会 山梨学院大学                      | 競技担当                      |
| 本部役員          | 勝田隆           | 日本ラグビーフットボール協会 筑波大学スポーツR&Dコア | 競技/情報戦略担当             |
| 本部役員          | 藤原庸介         |                                                      | 広報担当                      |
| 本部役員          | 赤間高雄         | 日本アンチ・ドーピング機構                           | 医務担当                      |
| 本部役員          | 柳谷直哉         | 日本オリンピック委員会                               | 総務担当                      |
| アタッシェ        | 土屋大輔         | 在英日本大使館                                       |                               |
| プレス アタッシェ |                  |                                                      |                               |
| 本部員            | 岩上祐子         | 日本オリンピック委員会                               |                               |
| 本部員            | 笠原健司         | 日本オリンピック委員会                               |                               |
| 本部員            | 須川智弘         | 日本オリンピック委員会                               |                               |
| 本部員            | 高橋ダニエル克弥 | 日本オリンピック委員会                               |                               |
| 本部員            | 安達和重         | 日本オリンピック委員会                               |                               |
| 本部員            | 林晃             | 日本オリンピック委員会                               |                               |
| 本部員            | 小川蘭           | 日本オリンピック委員会                               |                               |
| 本部員            | 中嶋耕平         | 国立スポーツ科学センター                             | メディカルスタッフ/ドクター   |
| 本部員            | 小松裕           | 国立スポーツ科学センター                             | メディカルスタッフ/ドクター   |
| 本部員            | 土肥美智子       | 国立スポーツ科学センター                             | メディカルスタッフ/ドクター   |
| 本部員            | 金岡恒治         | 早稲田大学                                           | メディカルスタッフ/ドクター   |
| 本部員            | 板倉尚子         | 日本女子体育大学                                     | メディカルスタッフ/トレーナー |
| 本部員            | 鈴木岳           | R-body project                                       | メディカルスタッフ/トレーナー |
| 本部員            | 久木留毅         | 専修大学                                             | 情報戦略                      |
| 本部員            | 倉田知己         | ジェイティービー                                     | 輸送担当                      |
| 本部員            | 中川浩一         | JTB法人東京                                          | 輸送担当                      |
| 本部員            | 樺山昌史         | JTB法人東京                                          | 輸送担当                      |
| 本部員            | 佐藤恭子         | JTB法人東京                                          | 輸送担当                      |